# ليبيا
لِيبْيَا أو (رسميًّا: دَوْلَةُ لِيبْيَا)، هي دولة عربية تقع في شمال إفريقيا، يحدُّها البحر المتوسط من الشمال، ومصر شرقاً والسودان إلى الجنوب الشرقي وتشاد والنيجر في الجنوب، والجزائر، وتونس إلى الغرب. وتبلغ مساحتها ما يقرب من 1.8 مليون كيلومتر مربع (700.000 ميل مربع)، وتعد ليبيا رابع أكبر دولة مساحةً في إفريقيا والعالم العربي،  وتحتل الرقم 17 كأكبر بلدان العالم مساحةً. كما تحتل المرتبة التاسعة بين عشر دول لديها أكبر احتياطيات نفطية مؤكدة لبلدٍ في العالم. تُشكل الصحراء نسبة 95% من إجمالي مساحة البلاد. ربع السكان يعيشون إما في طرابلس أو بنغازي.
عاصمة ليبيا هي طرابلس والتي تعد أيضا أكبر مدن البلاد، تقع في غرب ليبيا ويسكنها أكثر من مليون نسمة  من إجمالي عدد سكان البلاد الذي يتخطى ستة ملايين نسمة. أما ثاني أكبر مدينة فهي بنغازي، وتقع في شرق ليبيا بعدد سكان يصل إلى 700.000 نسمة.
سجلت ليبيا أعلى مؤشر للتنمية البشرية في إفريقيا ورابع أعلى ناتج محلي إجمالي في القارة لعام 2009، بعد سيشيل وغينيا الاستوائية والغابون، وذلك بسبب احتياطياتها النفطية الكبيرة وتعدادها السكاني المنخفض. ليبيا هي دولة عضو في عدد من المنظمات والتجمعات الإقليمية والدولية من بينها الأمم المتحدة، والاتحاد الأفريقي، واتحاد المغرب العربي، وجامعة الدول العربية، وحركة عدم الانحياز، ومنظمة التعاون الإسلامي، ومنظمة الدول المصدرة للنفط وكوميسا.
سُكنت ليبيا من قبل البربر منذ العصر البرونزي المتأخر. أسس الفينيقيون مراكز تجارية في غرب ليبيا، فيما أنشأ الإغريق اليونانيون القدماء دول مدن في شرق ليبيا. حُكمت ليبيا لفترات مختلفة من قبل الفرس والمصريين والإغريق قبل أن تصبح جزءًا من الإمبراطورية الرومانية. كانت ليبيا مركزا مبكرًا للمسيحية. بعد سقوط الإمبراطورية الرومانية الغربية احتل الوندال غرب ليبيا حتى القرن السابع الميلادي، حتى وصلت الغزوات والفتوحات العربية ودخل الإسلام. في القرن السادس عشر احتلت الإمبراطورية الإسبانية وفرسان القديس يوحنا مدينة طرابلس، تلاها فترة حكم العثمانيين في 1551. انخرطت ليبيا في حروب الساحل البربري في القرنين الـ18 والـ19 تحت الحكم المستقل للأسرة القرمانلية ليعود الإحتلال العثماني ولينتهي بتوقيع إتفاقية بين العثمانيين وإيطاليا لتبدأ فترة الإحتلال الإيطالي لتصبح مستعمرة ليبيا الإيطالية من 1911 إلى 1943. ومع عقد اتفاقيات من قبل المستعمر الإيطالي لولاية طرابلس الغرب كالإتفاق مع فرنسا بتخلي عن بعض الأراضي من مستعمرتها الجزائرية عام 1919 [بحاجة لمصدر] واتفاق مع السودان الإنجليزي المصري كذلك في عام 1919 واتفاق مع المملكة المصرية عام 1926 بالحد بين البلدين عند خط الطول 25° درجة شرقًا مكونةً حدود ليبيا الدولية الحالية. خلال الحرب العالمية الثانية ليبيا كانت موقعاً هاما للحرب في حملة شمال إفريقيا. وهنا بدأت الكثافة السكانية من الإيطاليين بالإنخفاض. أصبحت ليبيا مملكة مستقلة في عام 1951.
في عام 1969، أطاح إنقلاب عسكري بالملك إدريس الأول، لتبدأ فترة من التغيير الإجتماعي الجذري. كان معمر القذافي من أبرز قادة الانقلاب، والذي نجح في نهاية المطاف بتركيز السلطة بين يديه بشكل كامل أثناء ما عرفت (بالثورة الثقافية الليبية)، ليظل في السلطة حتى اندلاع الحرب الأهلية الليبية أو ماعرفت باسم ثورة 17 فبراير عام 2011، حيث دُعِمَ الثوار من قبل حلف شمال الاطلسي. منذ ذلك الحين شهدت ليبيا كمًّا من عدم الإستقرار والعنف السياسي والتي أثّرت بشدة على كل من الإقتصاد وإنتاج النفط. كما أصبحت ممرًا رئيسيًّا لما يعرف بالهجرة غير الشرعية عن طريق شبكات الإتجار بالبشر التي تستغل اللاجئين الفارين من الحروب في إفريقيا والشرق الأوسط إلى أوروبا وهو ما دفع بالإتحاد الأوروربي بالقيام بعمليات بحريّة قرب السواحل الليبية للحد منها.
تتصارع على الأقل جهتان رئيسيتان على حكم ليبيا، ففيما اعتبر مجلس النواب والحكومة المؤقتة التابعة له دوليا كجهة وحكومة شرعية في البلاد، لكن ليس لديه سلطة على العاصمة والمناطق المحيطة بها، عوضاً عن ذلك يجتمع في طبرق في أقصى شرق البلاد. وفي الوقت نفسه، زَعَم المؤتمر الوطني العام الجديد استمرار وجوده القانوني كمُكمّل المؤتمر الوطني العام المنتهية ولايته والذي جرى حله بعد انتخابات يونيو 2014 ولكنه عاود الإنعقاد من قبل أقلية من أعضائه. وظل هذا الوضع حتى توقيع إتفاق سياسي عُرف باسم اتفاق الصخيرات في المغرب.
أعلنت المحكمة العليا في طرابلس والمؤتمر الوطني العام أن مجلس النواب الليبي المنعقد في طبرق (غير دستوري) وكذلك الحكومة المؤقتة المنبثقة عنه في نوفمبر 2014، ولكن الحكومة المعترف بها دوليا رفضت الحكم الذي أعلن أنه تم تحت التهديد بالعنف.
أجزاء من ليبيا هي خارج سيطرة أيًّا من الحكومتين، حيث تقوم بعض الميليشيات القبلية والإسلاميين والمتمردين بإدارة بعض المدن والمناطق. قامت الأمم المتحدة برعاية محادثات السلام بين الفصائل المتمركزة في طبرق وطرابلس. تم توقيع إتفاقية لتشكيل حكومة مؤقتة موحدة في 17 ديسمبر 2015، وبموجب شروط الإتفاق، فإن مجلس الرئاسة مكون من تسعة أعضاء فيما الحكومة المؤقتة والتي أطلق عليها اسم حكومة الوفاق الوطني، تشكل من 17 وزيراً، بهدف إجراء إنتخابات جديدة في غضون سنتين.
في 5 أبريل 2016 وصل أعضاء الحكومة الجديدة إلى طرابلس. لكن ظل الخلاف قائمًا بخصوص بعض بنود الإتفاق ليظل الإنقسام السياسي والمؤسساتي في البلاد بحكومتين هما الحكومة الليبية المؤقتة في البيضاء بدعم من مجلس النواب في طبرق والمجلس الرئاسي لحكومة الوفاق الوطني ذات الشرعية الدولية في طرابلس.

## التسمية

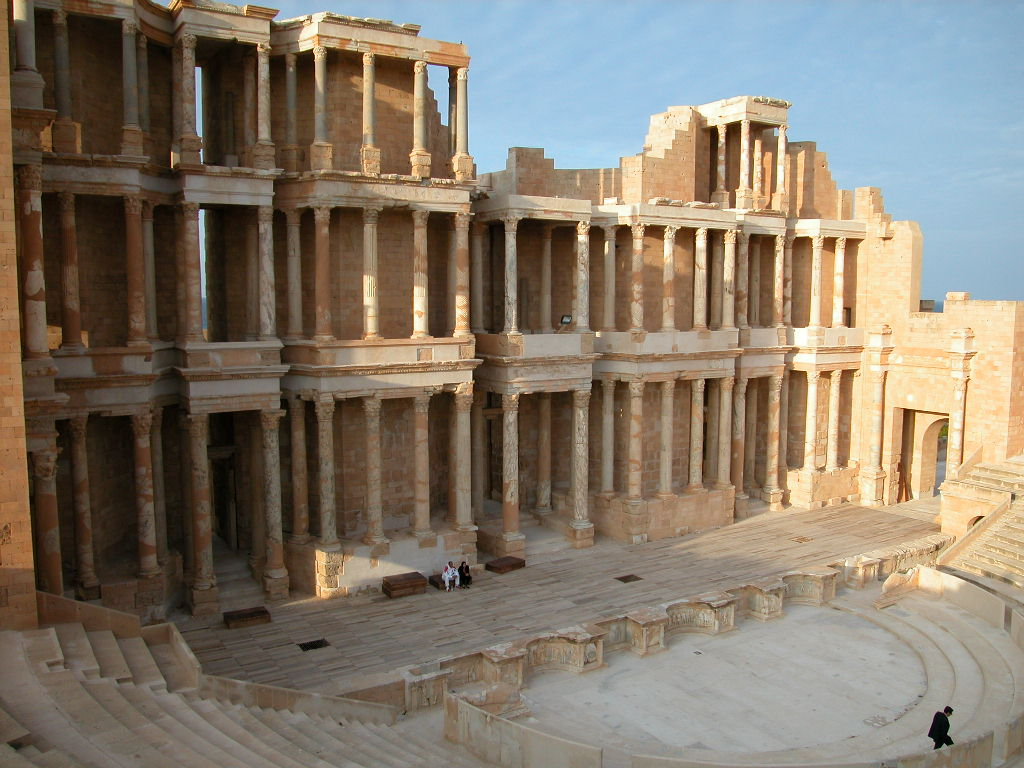
موقع أثري في صبراتة، ليبيا

ظهر أصل اسم ليبيا لأول مرة في نقش لرمسيس الثاني كُتب بالهيروغليفية (ر.ب.و). الاسم مشتق من الهوية المعممة التي أُعطيت لاتحاد كبير من البربر "الليبيين" الشرقيين القدامى، والشعوب والقبائل الأفريقية التي عاشت حول إقليمي برقة وماراريكا الخصبين. جيش مكون من 40,000 مقاتل واتحاد القبائل المعروف باسم "زعماء الليبو العظماء" بقيادة الملك ميري الذي خاض حربًا ضد الفرعون مرنبتاح في العام الخامس (1208 ق.م). ذُكر هذا الصراع في نقش الكرنك العظيم في غربي الدلتا خلال السنتين الخامسة والسادسة من حكمه، وانتصر على ميري. وفقًا لهذا النقش كان التحالف العسكري يتألف من المشواش ولوكا وشعوب البحر المعروفين باسم إكويش وتريش وشيكلش وشردان.
ذكر نقش الكرنك العظيم التالي:
| ليبيا | الموسم الثالث قائلًا:«سقط زعيم ليبيا البائس ميري ابن ديد على بلاد طهينو مع رماة الرماة - شردان وشيكلش وإكويش ولوكا وتريش. كل محارب وكل رجل حرب في بلاده. لقد أحضر زوجته وأطفاله - وقادة المعسكر، ووصل إلى الحدود الغربية في حقول بيريري | ليبيا |

وعند المؤرخين المسلمين صفح الاسم القديم إلى لوبِيَا  أو لوبِيَة ، تاريخيًا أطلق اسم ليبيا على الإقليم الواقع في شمال إفريقيا والممتد من غرب النيل إلى المحيط الأطلسي.
أما الاسم الحديث لليبيا فهو تطور للاسم ليبو أو ليب (من اليونانية Λιβύη ، Libyē)، والذي شمل شعب برقة ومارماريكا بالعموم. من المحتمل أن تم استخدام اسم ليبو أو ليب في العالم الكلاسيكي لتكون هوية للسكان الأصليين في منطقة شمال إفريقيا. تم إحياء الاسم سنة 1934 عند الاحتلال الإيطالي لليبيا من اللغة الإغريقية Λιβύη (ليبي). كان القصد منه أن تحل محل المصطلحات المطبقة لطرابلس العثمانية، وهي المنطقة الساحلية لما يعرف اليوم بليبيا، بعد أن حكمتها الدولة العثمانية من 1551 إلى 1911 باسم إيالة طرابلس. وأعاد الجغرافي الإيطالي فيديريكو مينوتيلي استخدام اسم ليبيا سنة 1903.
حصلت ليبيا على استقلالها سنة 1951 باسم المملكة الليبية المتحدة، ثم غيرت اسمها إلى المملكة الليبية سنة 1963. وبعد الانقلاب الذي قاده معمر القذافي سنة 1969، تغير الاسم إلى الجمهورية العربية الليبية. وكان الاسم الرسمي "الجماهيرية العربية الليبية الشعبية الاشتراكية" منذ 1977، ومن عام 1986-2011 تغير إلى الجماهيرية العربية الليبية الشعبية الاشتراكية العظمى
أشار المجلس الوطني الانتقالي الذي تأسس في 2011 إلى الدولة بكلمة ليبيا. واعترفت الأمم المتحدة رسميًا بالبلد باسم ليبيا في سبتمبر 2011 بناءً على طلب من البعثة الدائمة لليبيا نقلاً عن الإعلان الدستوري الليبي المؤقت الصادر في 3 أغسطس باسم البلد الجديد ليبيا.
في ديسمبر 2017 أبلغت البعثة الدائمة لليبيا لدى الأمم المتحدة الأمم المتحدة أن الاسم الرسمي للبلاد هو "دولة ليبيا"؛ وظلت "ليبيا" هي المختصر الرسمي، واستمر إدراج البلد تحت الحرف "L" في القوائم الأبجدية.

## التاريخ

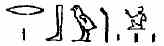
ليبيا باللغة المصرية القديمة

هاجر الإغريق من جزيرة كريت حوالي القرن الثامن قبل الميلاد ليؤسسوا المدن الخمس الإغريقية (البنتابوليس) في قورينائية (سيرينايكا)، وهي المدن الأكثر ازدهارًا في إفريقيا في ذلك العصر.
تشير السجلات التاريخية الموجودة إلى أن ليبيا كانت مأهولة قديما بقبائل البربر، أما الساحل الغربي فقد قطنه الفينيقيون الذين هاجروا من ساحل المتوسط الغربي بدء من القرن العاشر قبل الميلاد. في القرن السادس قبل الميلاد صعد نجم قرطاج كدولة ذات قوة ومكانة على المتوسط، واستمرت قرطاج حتى سقوطها بيد الرومان في القرن الثاني قبل الميلاد.
في القرن الخامس بعد الميلاد أصبحت ليبيا في قبضة الوندال ومن ثم تحت سيطرة البيزنطيين في القرن السادس للميلاد. وفي القرن السابع للميلاد دخلها العرب المسلمون.
أهم السلالات التي حكمتها وحققت عصورًا مزدهرة كانت الأغالبة في القرن التاسع الميلادي، والزيريون سنة 972 م، وهم من أصول بربرية تابعين للفاطميين.
في عام 1050م، تمرد الزيريون على خلافة الفاطميين أتباع المذهب الشيعي في القاهرة ليتبنوا المذهب المالكي، مما أغضب الفاطميين ودفعهم لإرسال قبائل بني هلال للقضاء على بني زيري الصنهاجيين.
في عام 1146م بعد توسعات مملكة صقلية في نابولي وجزيرتي مالطا وغودش وجزيرة كورفو وغزو تونس، قاموا بقيادة جورج الأنطاكي مع أسطول كبير قادم من تراباني بإحتلال قلعة طرابلس وساحل المنطقة الغربية بين قلعة طرابلس وتونس، والتي بقيت حتى قرابة نهاية القرن تحت حكم صقلية.
في عام 1510 احتل الأسبان قلعة طرابلس وبقوا على هذا الحال غير متجاوزين أسوار القلعة ومضطرين إلى استجلاب كل حاجياتهم من الخارج بسبب حصارات العرب بين الحين والأخر.
في عام 1531 سلم الأسبان قلعة طرابلس إلى فرسان القديس يوحنا بعد خطاب الأب فيليب فليير دى ليسل آدام (Fra Filippo Villiers de L'Isle Adam) لشارل الخامس إمبراطور المملكة الرومانية المقدسة بأن يقتطع للمنظمة جزيرة مالطا وقوزو لتكون مركزًا لهم حتى ينتقلون إلى قاعدة أكثر ملائمة لهم فوافق الملك شرط أن تتعهد المنظمة بالدفاع عن قلعة طرابلس.

### العهد العثماني
في عام 1551 حاصر العثمانيون بقيادة سنان باشا قلعة طرابلس حصارًا دام 6 أيام حتى استسلم فرسان القديس يوحنا وهكذا بدأت الإدارة العثمانية بإنشاء إيالة طرابلس الغرب (تمييزًا عن إيالة طرابلس الشام) ومركزها قلعة طرابلس. وعقب إصلاحات إدارية عام 1864 استبدلت الإيالة بولاية طرابلس الغرب.

### فترة الاستعمار الإيطالي

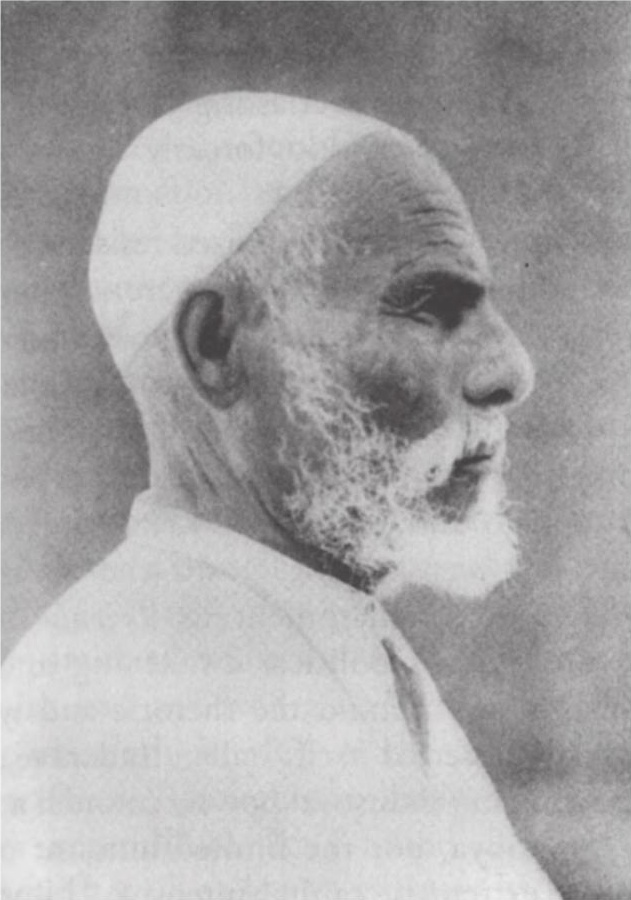
عمر المختار كان زعيم المقاومة الليبية في برقة ضد الاستعمار الإيطالي.

بعد الحرب الإيطالية التركية (1911-1912)، تحولت إيطاليا في وقت واحد في المناطق الثلاث في المستعمرات. من 1912-1927، أراضي ليبيا كان يعرف الإيطالية شمال إفريقيا. من 1927-1934، تم تقسيم أراضي المستعمرات إلى قسمين، الإيطالية برقة وطرابلس الإيطالية، التي يديرها حكام الإيطالية. بعض 150.000 الإيطاليين استقروا في ليبيا، التي تشكل حوالي 20 ٪ من مجموع السكان.
في عام 1934، اعتمدت إيطاليا الإسم التاريخي القديم للبلاد «ليبيا» (الذي استخدمه الإغريق لمناطق غرب وادي النيل وشمال إفريقيا) ليكون الإسم الرسمي للمستعمرة ( والتي تكونت من ثلاث مقاطعات قورينائية برقة لاحقًا،طرابلس وفزان). كما السنوسي (لاحقًا الملك إدريس الأول).
بقيادة إدريس المهدي أمير برقة، للمقاومة الليبية ضد الإحتلال الإيطالي بين الحربين العالميتين. قدر "إيلان بابيه" أن ما بين 1928 و1932 فإن العسكرية الإيطالية " قتلت نصف السكان في مناطق البدو العرب ( بشكل مباشر أو من خلال المرض والمجاعة في مخيمات ) فيما حدد المؤرخ "إميليو" غير اليهود ممن قضوا بحوالي 50.000 بسبب قمع المقاومة.
في أوائل عام 1941، وأثناء «عملية البوصلة»ط التي قامت بها القوات البريطانية، محاولة لدفع الإيطاليين من شمال إفريقيا. بعد خسارة كل من برقة، طلبت إيطاليا المساعدة الألمانية. تم حصار طبرق في أبريل عام 1941، حيث هزمت قوات رومل، وتلاها هزيمة خلال معركة العلمين الثانية؛ ونهاية الحملة في الصحراء الليبية.
من 1943-1951، كانت ليبيا تحت سيطرة الحلفاء. الجيش البريطاني قام بإدارة الإقليمين السابقين لليبيا الإيطالية طرابلس وبرقة، في حين أدارت فرنسا إقليم فزان. في عام 1944، عاد إدريس من المنفى في القاهرة لكنه رفض استئناف الإقامة الدائمة في برقة حتى إزالة بعض جوانب السيطرة الأجنبية في عام 1947. بموجب شروط معاهدة السلام 1947 مع الحلفاء، تخلت إيطاليا عن جميع مطالباتها بليبيا.
كان عمر المختار زعيم المقاومة ضد الإستعمار الإيطالي، وأصبح بطلا قوميا على الرغم من القبض عليه وإعدامه يوم 16 سبتمبر 1931. تمت طباعة وجهه في ليبيا على إحدى إصدارات ورقة العملة الوطنية الدينار الليبي.

### إنقلاب (أيلول) سبتمبر 1969
في 24 ديسمبر 1951؛ أعلنت ليبيا استقلالها تحت اسم المملكة الليبية المتحدة، لتصبح دولة ذات نظام فيدرالي ملكي دستوري وراثي تحت حكم الملك إدريس. تسبب إكتشاف إحتياطيات نفطية كبيرة في المملكة عام 1959 في تحولها من واحدة من أفقر دول العالم إلى دولة ثرية. فقد حسنت مبيعاتها من النفط بشكل كبير من الموارد المالية للحكومة الليبية.
في 1 سبتمبر عام 1969، نظمت مجموعة صغيرة من ضباط الجيش بقيادة ضابط الجيش البالغ من العمر 27 سنة معمر القذافي انقلاب ضد الملك إدريس، وإطلقت ما عرفت لاحقًا باسم ثورة الفاتح من سبتمبر. وتمت الإشارة لـمعمر القذافي بوصفه «الأخ القائد أو مرشد الثورة» في التصريحات الحكومية والصحافة الليبية الرسمية.

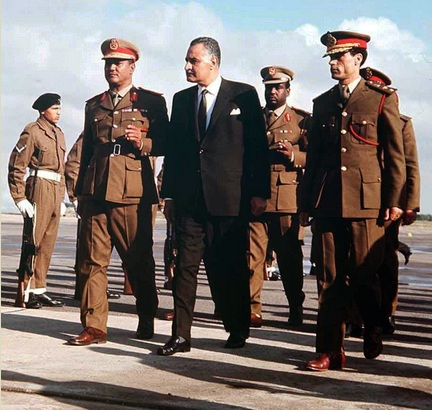
القذافي مع جمال عبدالناصر بعد إنقلاب 1969م الذي أطاح بالملك محمد إدريس السنوسي وألغي المملكة الليبية.

في عام 1977، أصبحت ليبيا رسميًا «الجماهيرية العربية الليبية الشعبية الإشتراكية» (أضيفت لها العظمى في 1986). حيث أعلن القذافي تسليمه السلطة رسميًا إلى اللجان الشعبية العامة، وادعى أنه (من الآن فصاعدا لن يكون أكثر من رئيس صوري رمزي). لكن منتقدوه المحليين والدوليين قالوا أنه مُنح سلطات مطلقة أو غير محدودة تقريبا، كما لم يُسمح بالمعارضة السياسية في النظام الجديد، ووصل الأمر إلى اتخاذ إجراءات عقابية بما في ذلك عقوبة الإعدام التي أقرها القذافي نفسه. نظام «الجماهيرية» وهو هيكل الإدارة الجديدة التي شكلها اعتبر شكلًا من أشكال الديمقراطية المباشرة على الرغم من أن الحكومة رفضت نشر نتائج الإنتخابات في ذلك النظام.
في فبراير عام 1977، قدمت ليبيا إمدادات عسكرية إلى جوكوني عويدي وقوات الشعب المسلحة في تشاد. وبدأ الصراع التشادي الليبي بشكل جدي عندما تصاعد دعم ليبيا لقوات المتمردين في شمال تشاد إلى الغزو. في وقت لاحق من ذلك العام، خاضت ليبيا ومصر حربا حدودية استمرت أربعة أيام وعُرفت باسم الحرب الليبية المصرية، وافقت الدولتين على وقف إطلاق النار بوساطة من الرئيس الجزائري هواري بومدين. فقد المئات من الليبيين أرواحهم في الحرب الأهلية التي وقعت في تنزانيا، عندما حاول القذافي أن ينقذ صديقه عيدي أمين. القذافي قام أيضا ً بتمويل العديد من المجموعات الأخرى كالحركات المناهضة للأسلحة النووية ونقابات العمال الأسترالية.
من عام 1977 فصاعدًا، ارتفع نصيب الفرد من الدخل في البلاد ل أكثر من 11،000 دولار أمريكي، ليعد خامس أعلى دخل للفرد في إفريقيا، في حين أصبح مؤشر التنمية البشرية الأعلى في إفريقيا وأكبر من المملكة العربية السعودية. وتحقق هذا دون الإقتراض من القروض الأجنبية، كما حفظ ليبيا خالية من أي ديون. تم بناء النهر الصناعي العظيم الذي سمح بسهولة وصول المياه العذبة في أجزاء كبيرة من البلاد. وبالإضافة إلى ذلك، تم تقديم الدعم المالي للمنح الدراسية الجامعية وبرامج العمل.
أُنفق الكثير من إيرادات البلاد من النفط، التي ارتفعت في سبعينيات القرن العشرين، على مشتريات الأسلحة وعلى رعاية العشرات من القوات شبه العسكرية والجماعات الإرهابية في جميع أنحاء العالم. فشلت غارة جوية لقتل القذافي في عام 1986. تم وضع ليبيا تحت عقوبات دولية من الأمم المتحدة بعد تفجير رحلة طيران تجارية قتل مئات المسافرين.
تولى القذافي لقب تشريفي «ملك ملوك إفريقيا» في عام 2008 كجزء من حملته لإقامة «الولايات المتحدة الأفريقية». وفي أوائل 2010، بالإضافة إلى محاولة الإضطلاع بدور قيادي في الاتحاد الأفريقي، كونت ليبيا علاقات أوثق مع إيطاليا، إحدى مستعمريها السابقين، أكثر من أي بلد آخر في الإتحاد الأوروبي. ووفقًا لجريدة ذي إيكونوميست فان الأجزاء الشرقية من البلاد (دمرت إقتصاديًا) بسبب النظريات الإقتصادية للقذافي.

### ثورة 17 فبراير

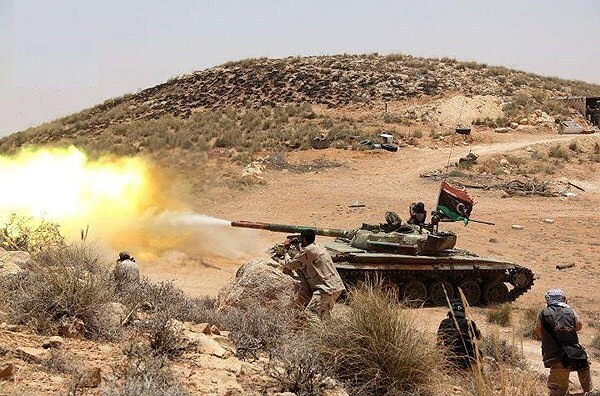
الحرب الأهلية الليبية لإسقاط الرئيس معمر القذافي وتحقيق الديمقراطية إنتهت بتدخل حلف الناتو في ليبيا.

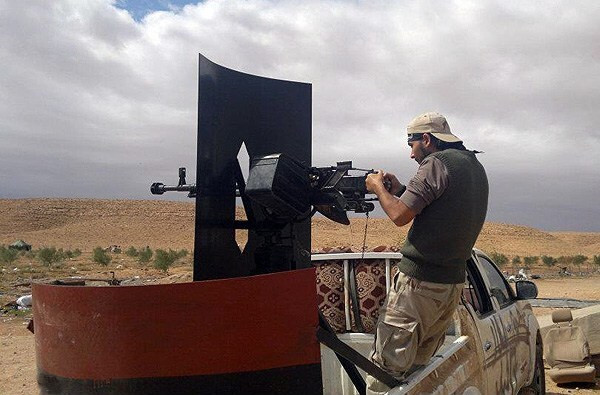
مسلحين ضد القذافي في أكتوبر 2011.

في فبراير 2011 وبعد نجاح الثورة في كل من تونس ومصر في الإطاحة برئيسي الدولتين - قام ليبيون بالثورة على حكم العقيد معمر القذافي. بدأت الثورة في شكل مظاهرات سلمية غير أن وحدات مسلحة تابعة لمعمر القذافي تعاملت معها بعنف شديد واستخدمت أسلحة شبه ثقيلة في محاولة لقمع الثورة، مما نتج عنه تحول الثورة إلى «حرب مسلحة» خاصة بعد انضمام أعداد كبيرة من أفراد الشرطة والجيش الليبيين إلى الثورة الشعبية مثل اللواء عبد الفتاح يونس وزير الداخلية وقائد القوات الخاصة واللوء سليمان محمود آمر المنطقة الدفاعية طبرق وأغلب ضباط الجيش والشرطة بجبل نفوسه واستيلاء الثوار على الكثير من الأسلحة من معسكرات الجيش وأقسام الشرطة، وانشقاق العديد من المسؤولين في البعثات الدبلوماسية الليبية في الخارج. كما سقطت جميع المدن الشرقية وبعض المدن الغربية بالكامل تحت سيطرة الثوار وشكلوا فيها حكومة مؤقته برئاسة وزير العدل المستقيل مصطفى عبد الجليل. وبعد أن تمكنت قوات القذافي من الوصول إلى مشارف بنغازي معقل الثوار مرر مجلس الأمن قرارًا يقضي بفرض حظر جوي على ليبيا لحماية المدنيين في 10 فبراير 2011.
بين شهري أبريل وأغسطس من نفس السنة اقتصرت الحرب على مناطق مصراتة وجبل نفوسة في الغرب الليبي، بينما اتخذ المعارضون للقذافي في شرق البلاد مدينة بنغازي «عاصمة مؤقتة» لهم فقامت عدة دول بالإعتراف بهم كالممثلين الشرعيين للشعب الليبي. وفي أغسطس شن المعارضون هجوما على طرابلس من محور الزاوية وغيرها من المدن الساحلية بغية القضاء على حكم القذافي نهائيا، وحصل ذلك بالفعل مما أطاح بنظام القذافي وفراره عن مقر قيادته الشهير باب العزيزية واعتراف الأمم المتحدة بليبيا تحت حكومة المجلس الوطني الانتقالي برئاسة المستشار مصطفى محمد عبد الجليل. بحلول أكتوبر سقطت آخر معاقل القذافي في بني وليد وسرت وقتل القذافي مع أحد أبنائه في 20 أكتوبر عندما سقط آخر معاقله في سرت.

### حقبة ما بعد الثورة

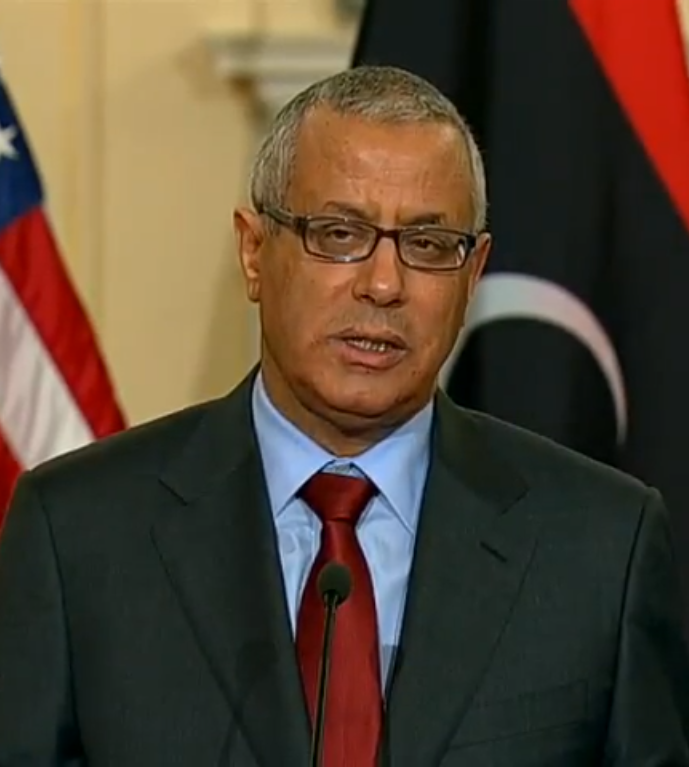
علي زيدان رئيس وزراء الليبي منذ 14 نوفمبر 2012 وإلى 11 مارس 2014.

في 7 يوليو 2012، صوت الليبيون في أول انتخابات برلمانية منذ نهاية حكم القذافي. في 8 أغسطس 2012، سلم المجلس الوطني الانتقالي رسميا السلطة إلى المؤتمر الوطني العام المنتخب، والذي أسندت إليه مهمة تشكيل حكومة مؤقتة وصياغة دستور ليبيا الجديدة، غُيرت لاحقًا إلى انتخاب لجنة مستقلة (لجنة الستين) هي من ستقوم بوضع دستور للبلاد والذي سيتم الموافقة عليها في استفتاء عام.
في 25 أغسطس عام 2012 في ما «يبدو أنه الهجوم الطائفي الأكثر وضوحا» منذ نهاية القتال الذي تلا ثورة 17 فبراير، قام مهاجمين تابعون لمجموعة لم يذكر اسمها بتدمير مسجد يستخدمه المسلمون الصوفيين إضافة لمقابر، في وضح النهار في وسط العاصمة الليبية طرابلس. عُد وقتها ثاني هجوم على مواقع صوفية في يومين.
في 11 سبتمبر 2012 وقع في بنغازي هجوم على القنصلية الأمريكية في المدينة وقتل خلاله السفير الأمريكي في ليبيا كريستوفر ستيفنز من قبل المتشددين الإسلاميين.
في 7 أكتوبر 2012، تم الدفع بـمصطفى أبوشاقور كرئيس وزراء من قبل أعضاء في المؤتمر الوطني العام إلا أنه فشل مرة ثانية في الحصول على موافقة غالبية المؤتمر على الحكومة الجديدة. في 14 أكتوبر 2012، انتخب المؤتمر الوطني العام محامي حقوق الإنسان علي زيدان ليصبح رئيس الوزراء المكلف. أدى زيدان اليمين الدستورية بعد موافقة المؤتمر على حكومته GNC.
اعتبارا من عام 2013، فان مشاكل الخروج على القانون وعدم تفعيل القضاء، الأوضاع الأمنية، الميليشيات والمجموعات المسلحة والفساد، لا تزال مشاكل كبيرة تعاني منها الحكومة المؤقتة الحالية أكثر من أي وقت مضى.

### عملية الكرامة

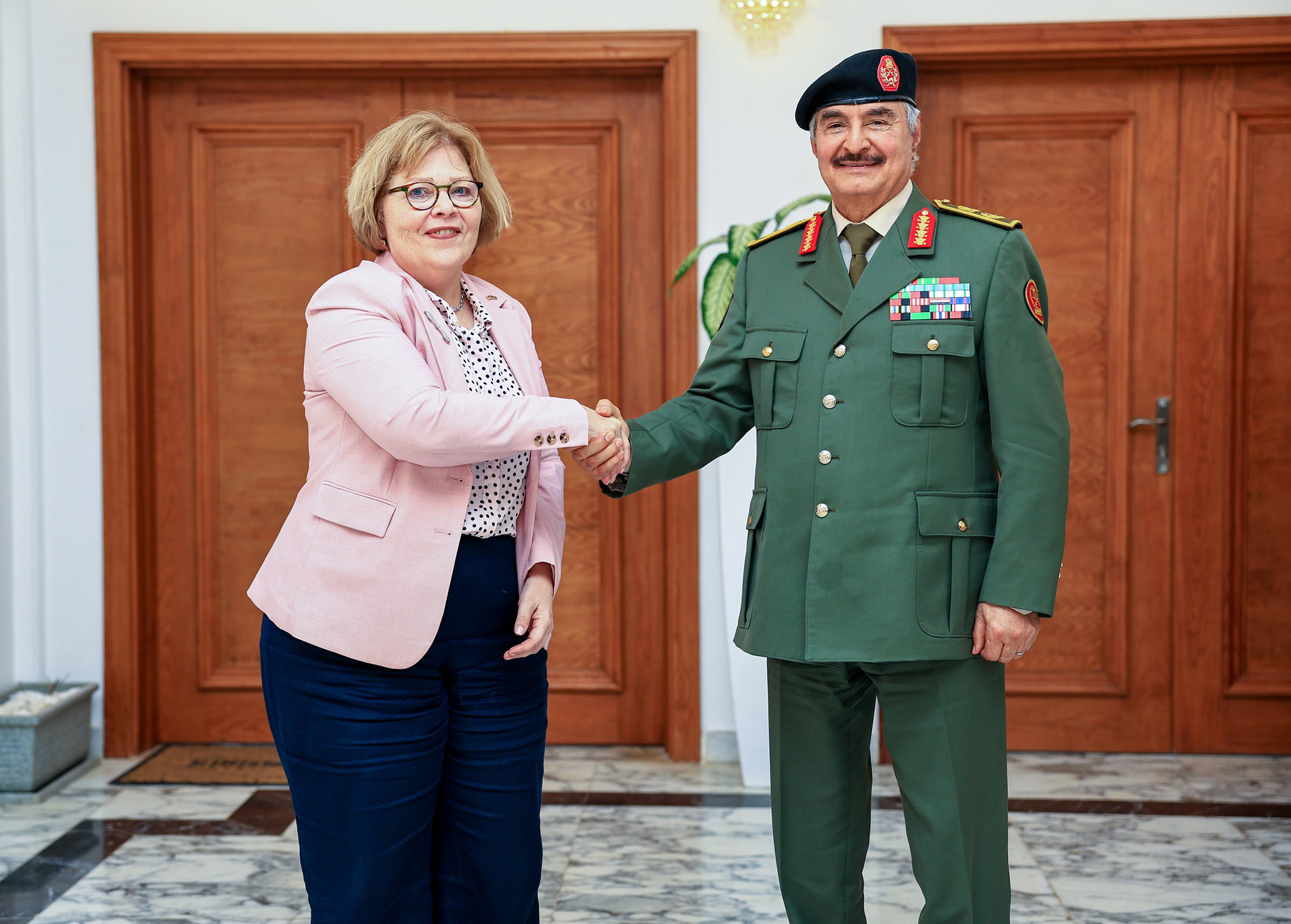
اجتماع مساعدة وزير الخارجية الأمريكي لشؤون الشرق الأدنى باربرا ليف مع الجنرال خليفة حفتر قائد الجيش الوطني الليبي في 20 مايو 2023.

في 16 مايو 2014 أطلق اللواء خليفة حفتر هجوم جوي وبري في بنغازي، واستهداف الميليشيات المسلحة الإسلامية المتواجدة داخل المدينة في ما تم المشار إليها من قبل البعض على أنها (انتفاضة ليبيا عام 2014). وجاء هذا الهجوم من دون أي إذن من الحكومة المركزية. يوم 18 مايو عام 2014 في طرابلس، قامت قوات الأمن باقتحام مبنى البرلمان من قبل قوات موالية للحفتر، في ما وصفته الحكومة الليبية بأنه محاولة انقلاب.
على أمل إخماد العنف ونزع فتيل الصراع على السلطة وتوسيع المواجهة مع الجنرال خليفة حفتر، أعلنت لجنة الانتخابات يوم 20 مايو 2014 أنها ستعقد الانتخابات البرلمانية في 25 يونيو عام 2014. قال حفتر أن هدفه (تطهير ليبيا من بعض العناصر الإسلامية المسلحة المتطرفة والإرهابية. وطلب من المؤتمر الوطني العام حلها، وقال أن العملية تهدف لإقامة حكومة منتخبة ديمقراطيا حسب الأصول دون أي علاقات مع الميليشيات الإسلامية. وقد أظهرت مسيرات ومظاهرات الدعم من قبل الآلاف من المواطنين الليبيين في طرابلس وبنغازي ومدن ليبية أخرى لعملية الكرامة.
يوم 18 يوليو 2014 قامت ميليشيا عُرفت باسم فجر ليبيا والتي ضمت ميليشيات إسلامية وجهوية من مناطق في الغرب الليبي أبرزها مصراتة، غريان وزليتن بالهجوم على مدينة طرابلس بهدف السيطرة على المدينة وبالتحديد مطارها الدولي التي تقوم بحمايته وحدة أمنية عسكرية تابعة للجيش الليبي.

## الجغرافيا

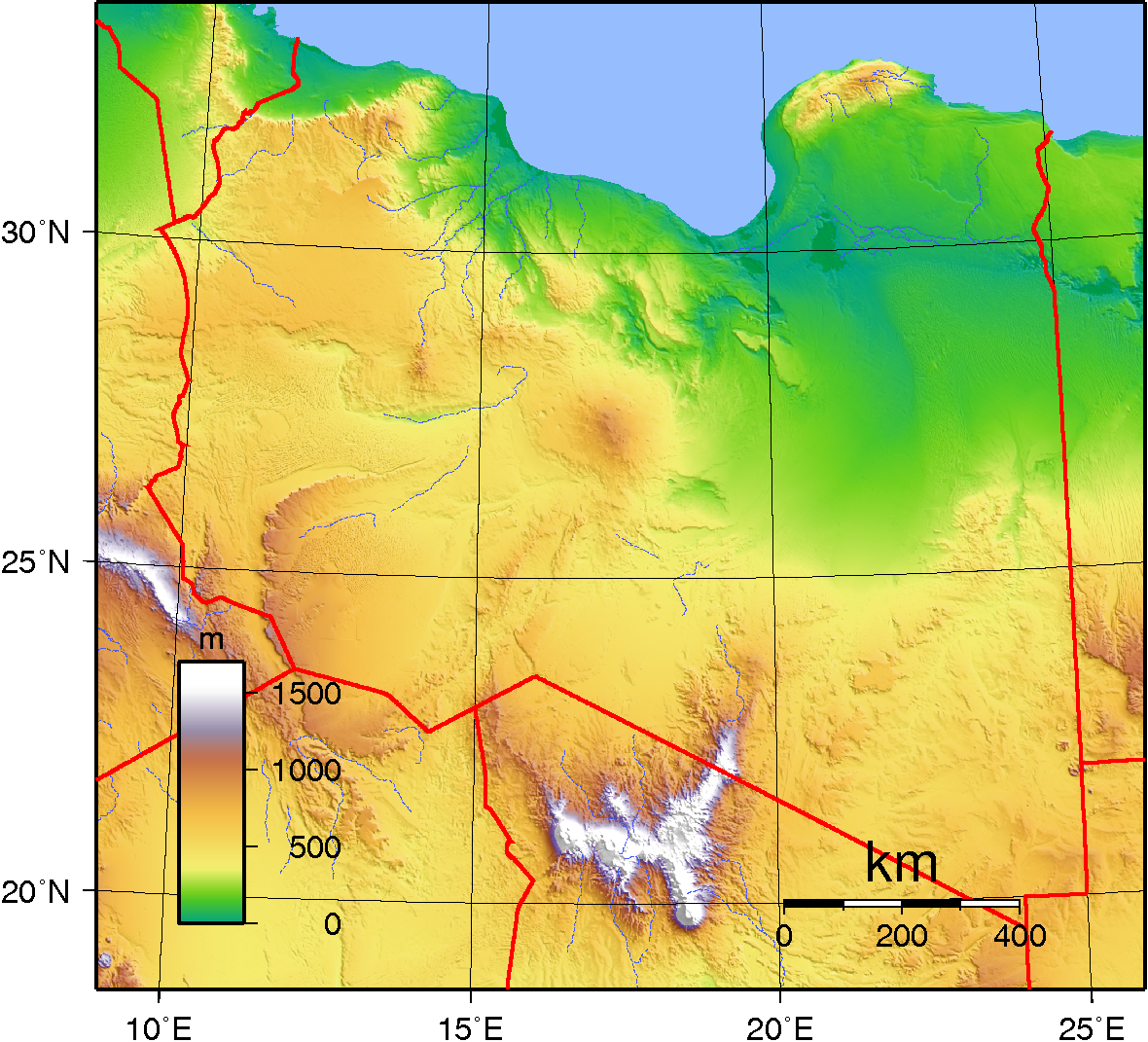
تضاريس ليبيا

تمتد ليبيا على مساحة 1,759,540 كيلومتر مربع ( 679362 ميل مربع)، مما يجعلها في المرتبة 17 في العالم من حيث المساحة. وهي أصغر نوعا ما من إندونيسيا في مساحة الأرض، وتقريبا تعادل مساحة ولاية ألاسكا الأمريكية. يحدها من الشمال البحر الأبيض المتوسط، ومن الغرب تونس والجزائر، والجنوب الغربي النيجر، ومن الجنوب تشاد والسودان ومن الشرق مصر. تقع ليبيا بين خطي عرض 19 درجة و34 درجة شمالا، وخطي طول 9 ° و26 ° E.
الساحل الليبي هو أطول من ساحل أي بلد أفريقي مطل على البحر الأبيض المتوسط. يبلغ طوله 1.770 كيلومتر (1.100 ميل). حيث يوجد جزء من البحر الأبيض المتوسط شمال ليبيا يسمى البحر الليبي. المناخ الغالب في أغلب مساحات البلاد بين الجاف والصحراوي وشبه الصحراوي. يستثنى من ذلك المناطق الشمالية التي تتمتع بمناخ معتدل وهو مناخ البحر الأبيض المتوسط.
الأخطار الطبيعية تأتي في شكل من تيارات موسمية ساخنة، جافة، وعواصف رملية تعرف في ليبيا باسم (قبلي). وتستمر من يوم إلى أربعة أيام خلال الربيع والخريف. كما تنتشر الواحات في جميع أنحاء ليبيا، وأهمها في غدامس والكفرة.

### الصحراء الليبية

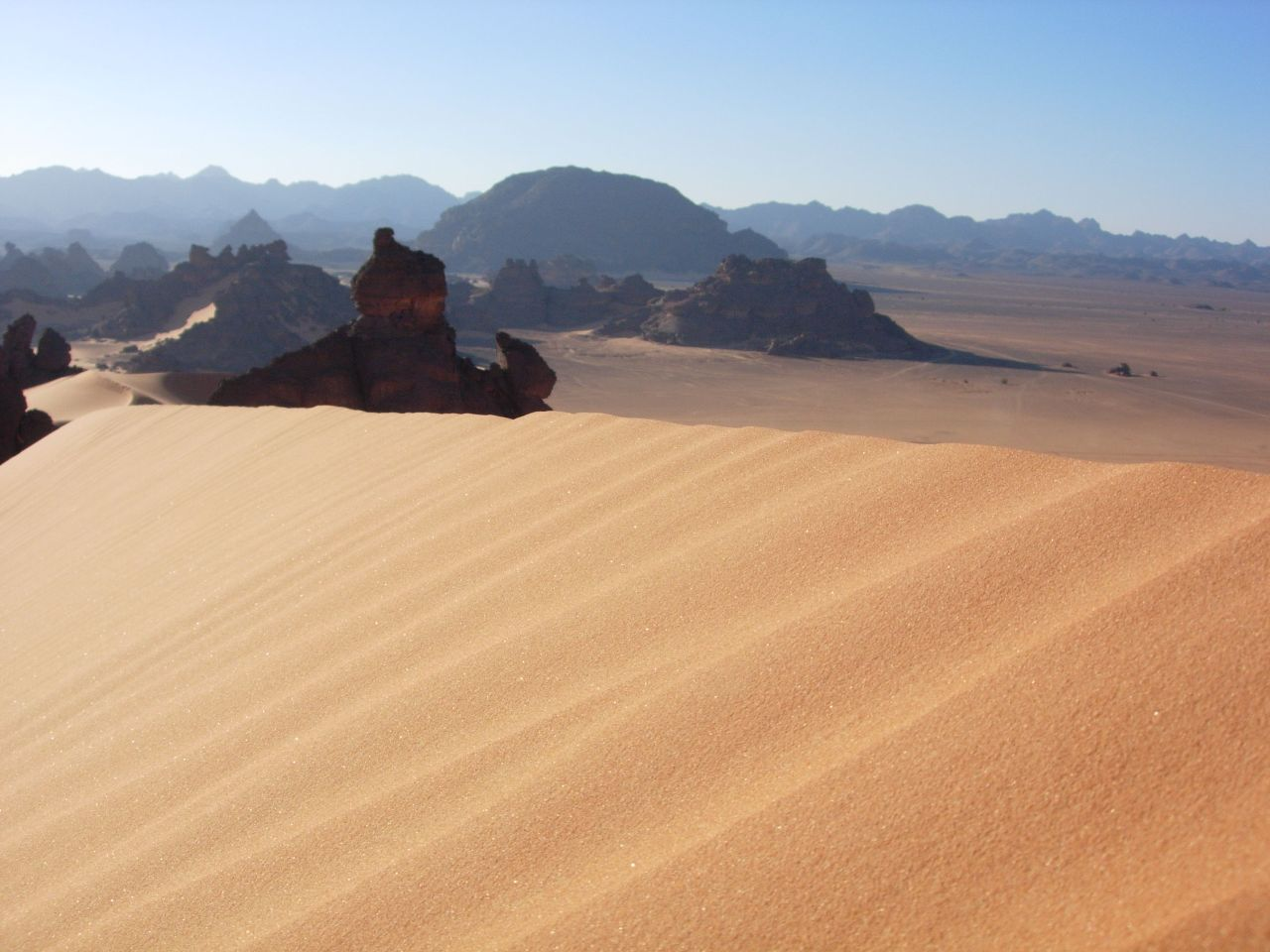
تغطي الصحراء الكبرى أجزاء واسعة من الأراضي الليبية ويستثنى من ذلك شمال شرق وشمال غرب البلاد

تغطي الصحراء الليبية جزءا وسعًا من ليبيا، وبينها مساحات شاسعة قاحلة للغاية. وفي بعض الأماكن، قد تمر سنوات دون هطول أمطار، وحتى الأمطار في المرتفعات جنوب البلاد نادرة الحدوث قد تصل أحيانا لمرة واحدة كل 5-10 سنوات. في العوينات جنوب شرق ليبيا على سبيل المثال وفي 2006 كان آخر هطول للمطر سجل في سبتمبر 1998. وهناك منخفضات في شرق ليبيا في الصحراء الليبية، بها مجموعة من الواحات مثل الجغبوب وجالو.
قد ترتفع درجة الحرارة في الصحراء الليبية لدرجات شديدة الارتفاع؛ في 13 سبتمبر 1922 بلدة العزيزية، الواقعة جنوب غربي مدينة طرابلس، سجلت بها درجة حرارة الهواء بلغت 57.8 درجة مئوية ( 136.0 درجة فهرنهايت)، واعتبرت حينها رقما قياسيا عالميا. رغم ذلك وفي سبتمبر 2012، فإن ذلك الرقم القياسي العالمي 57.8 درجة مئوية ألغي من قبل المنظمة العالمية للأرصاد الجوية.
هناك عدد قليل من الواحات المتناثرة الصغيرة غير المأهولة، ترتبط عادة بالمنخفضات الكبرى، حيث يمكن العثور على المياه عن طريق حفر لبضعة أقدام في العمق. في الغرب هناك مجموعة متناثرة على نطاق واسع من الواحات في المنخفضات الضحلة غير المترابطة، كمجموعة الواحات في الكفرة، وتازربو. وبصرف النظر عن المنحدرات، وتعترض انبساطة المسطحات الشاسعة سلسلة من الهضاب وسلاسل جبلية في وسط الصحراء الليبية، وبالقرب من مثلث الحدود الليبية المصرية السودانية.
مزيد قليلا إلى الجنوب هي سلاسل جبلية ضخمة كجبال أركنو، العوينات وجبل كيسو. هذه الجبال الجرانيتة قديمة، تشكلت قبل فترة طويلة من الرمال والصحراء المحيطة بها. أركنو وغرب العوينات هي حلقة سلسلة جبلية شديدة الشبه لتلك التي في جبال العير. شرق العوينات (أعلى نقطة في الصحراء الليبية) هي هضبة من الحجر الرملي متاخمة للجزء الجرانيتي الموجود في الغرب. إلى الشمال من العوينات تنتشر مع بقايا جبال بركانية متآكلة. ترافق اكتشاف النفط في خمسينيات القرن العشرين مع اكتشاف طبقة مياه جوفية هائلة تحت الكثير من أرجاء البلاد. المياه في هذا الخزان الجوفي ترجع إلى ما قبل العصور الجليدية الماضي والصحراء الكبرى نفسها. تحتوي هذه المنطقة أيضًا على فوهتي أركينو، واللتان تكونتا اثر اصطدام قوي جدًا من الفضاء.

### المناخ

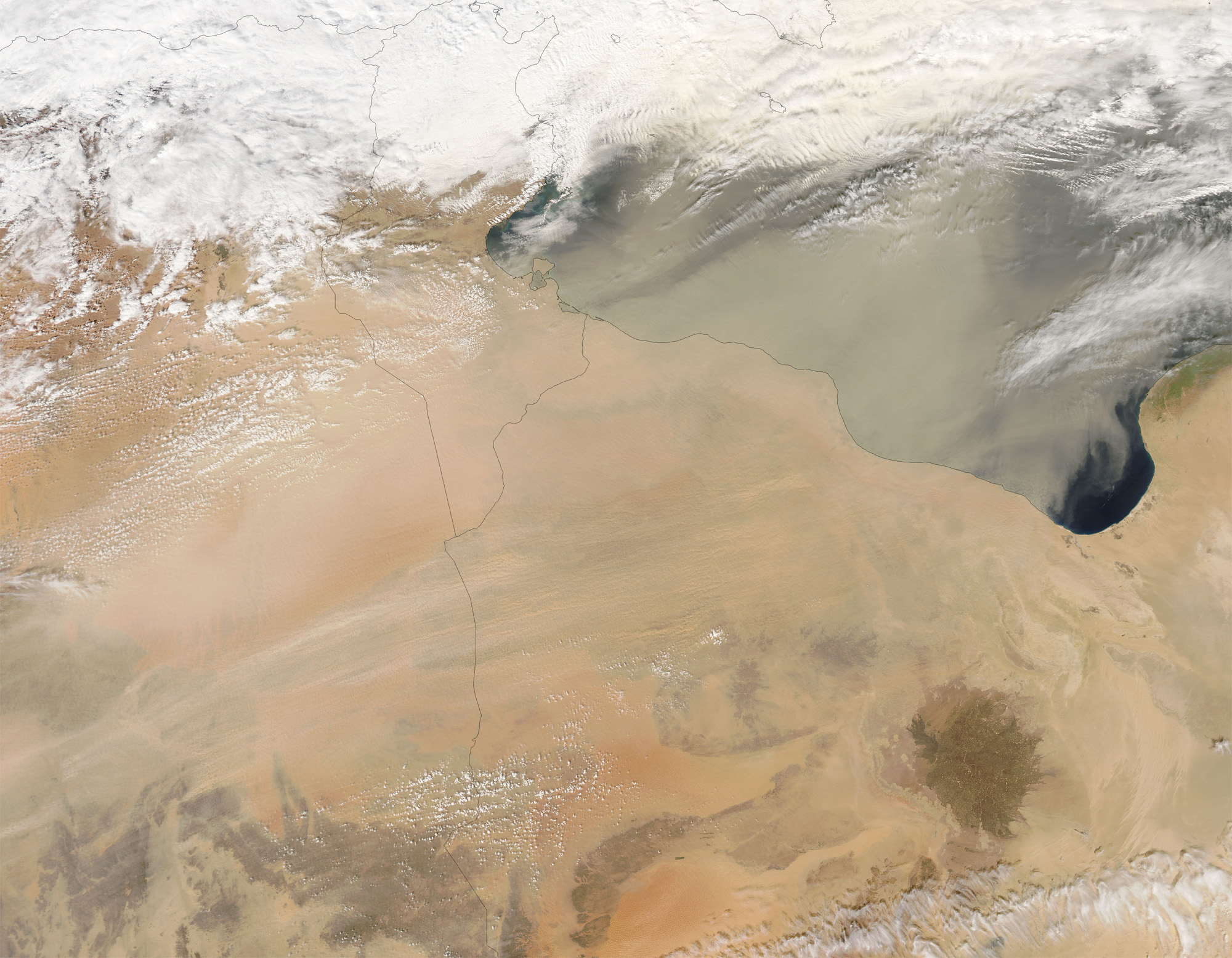
صورة لليبيا بالقمر الصناعي

خريطة ليبيا حسب تصنيف كوبن للمناخ

يتسم المناخ بالاعتدال في الربيع والخريف ويكون الصيف حارا والشتاء باردا نسبيا، وهو متنوع يغلب عليه مناخ البحر المتوسط وشبه الصحراوي في الشمال الأوسط، والمناخ الصحراوي في الجنوب أي بارد شتاء وحار صيفا ونادر الأمطار، بينما حال الجبل الأخضر يختلف فتجد في فصل الصيف درجة الحرارة لا تتعدى 30 مئوية والشتاء أحيانا تصل لدرجة التجمد مما ينتج على ذلك سقوط الثلوج في بعض المدن.
المناخ الصحراوي الحار صيفا يسود معظم البلاد، ولا يستثنى من ذلك إلا شريط ضيق يمتد على طول البحر المتوسط حيث تقع أهم المدن، وبعض البقع الجبلية الواقعة شمال البلاد أو جنوبها حيث تسقط الأمطار بكميات تكفي لنمو حياة نباتية طبيعية تختلف في كثافتها وفي أهميتها بالنسبة لقيام الحياة النباتية والبشرية حسب كمية المطر. فمن هذه المناطق ما تكفي أمطارها لنمو غابات وأحراش دائمة الخضرة شبيهة بالتي تنمو في مناخ البحر المتوسط، كما هو الحال في الجبل الأخضر، ومنها مالا تكفي أمطارها إلا لنمو حشائش موسمية سرعان ما تختفي باختفاء آخر زخة مطر في الموسم كما هو الحال في منطقة سهل الجفارة.

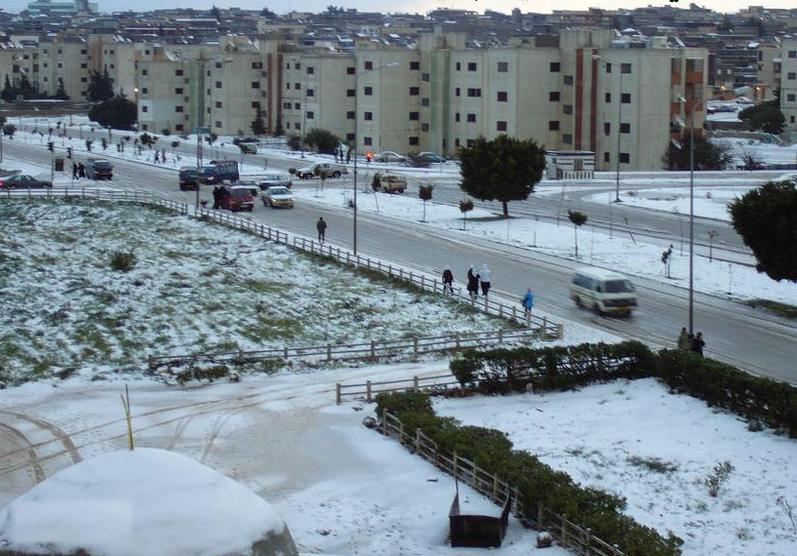
تغطي الثلوج في فصل الشتاء مدينة البيضاء شأنها كبعض المناطق الجبلية في شمال البلاد

كما أن موقع البلاد المداري وشبه المداري متوسطا مساحات كبيرة من اليابس الإفريقي، جعل درجة الحرارة لا تختلف اختلافا كبيرا من منطقة إلى أخرى، حيث لا توجد السلاسل الجبلية الكبرى كجبال أطلس أو الألب على سبيل المثال، ولا تمر بسواحلها التيارات البحرية الباردة فهي عموما مرتفعة إلى مرتفعة جدا في الصيف باستثناء شريط الساحل والجبل الأخضر، والجبل الغربي، ومعتدلة إلى باردة في الشتاء، ويزداد المدى الحراري بين الليل والنهار والصيف والشتاء مع الاتجاه نحو الجنوب بعيدا عن مؤثرات البحر المتوسط، أما الرطوبة النسبية فهي مرتفعة خاصة في شهري 8 و9 على شريط الساحل بسبب هبوب الرياح الرطبة من جهة البحر ومنخفضة جدا بالمناطق الصحراوية بسبب قاحلية السطح والابتعاد عن المؤثرات البحرية، أما فيما يخص الرياح السائدة على الساحل فيمكن تقسيمها إلى نوعين حسب فصول السنة فالاتجاه السائد في النصف الصيفي هو الشرقي يليه الجنوبي الشرقي ثم الشرقي والشمالي الغربي، أما في الشتاء فيغلب الاتجاه الشمالي والشمالي الغربي ثم الغربي والجنوبي أما في الأقاليم الجنوبية فالرياح التجارية الشمالية والشمالية الشرقية هي السائدة طوال العام.
وعموما يتصف المناخ الليبي في معظمه بمناخ الصحراء المدارية، حيث يغلب عليه الجفاف نتيجة لعدة عوامل متعلقة بطبيعة الجو والسطح والموقع الجغرافي.
لا تمتلك ليبيا مورد مائي سطحي عذب دائم الجريان، وذلك لقلة تذبذب معدلات سقوط الأمطار وطبيعة التكوينات الجيولوجية، لذلك مصادر المياه هي من مياه الأمطار والمياه الجوفية، حيث أن دراسة الموارد المائية التي تعتمد على نسبة 95% منها على المياه الباطنية.

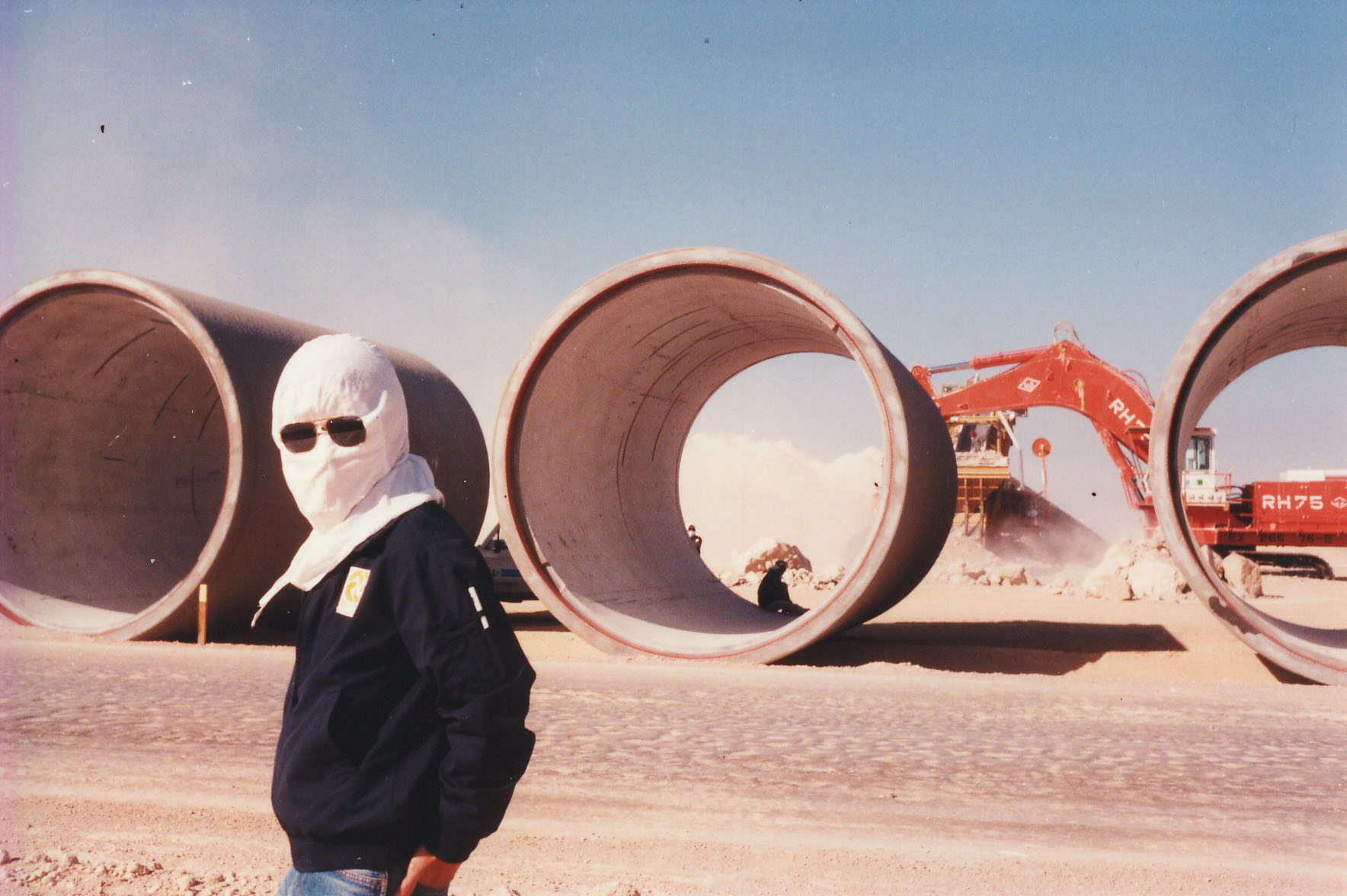
النهر الصناعي في ليبيا

وتعد مشكلة عدم توفر المياه وقلة مصادرها من العوامل الرئيسية المؤثرة في تحقيق أهداف التنمية المستدامة، وتعتمد ليبيا على المياه الجوفية بنسبة 95.6% ومياه الوديان بنسبة 2.7% ومياه التحلية بنسبة 1.4% والمياه المعاد استخدامها بعد معالجتها بنسبة 0.7%، ومن أجل التغلب على مشكلة العجز المائي في الشريط الساحلي، فقد تحقق إنجاز واحد من أضخم المشاريع بتكلفة حوالي 30 مليار دولار وهو النهر الصناعي العظيم، ويهدف المشروع من خلال المراحل الأربعة وعبر شبكة من الأنابيب الضخمة يصل طولها 4040 كيلو متر، إلى نقل ما يقرب من 5.5 مليون متر مكعب من الماء يوميا من الأحواض المائية الجوفية في الجنوب إلى المناطق الساحلية في الشمال.
كما تم إنشاء العديد من محطات التحلية الصغيرة والمتوسطة حيث بلغت طاقتها الإنتاجية 700 مليون متر مكعب في السنة ويجري العمل لإنشاء محطات ضخمة لتحلية مياه البحر في كل من طرابلس وبنغازي وبعض المدن الأخرى.

## السكان

اللون البني: عرب وأمازيغ
اللون البرتقالي: أمازيغ
اللون البنفسجي: الطوارق
اللون الأخضر: التبو

ليبيا بلد ذو مساحة كبيرة وبعدد سكان قليل، لكن أغلب الكثافة السكانية لليبيين تتمركز في المناطق الساحلية. كما أن حوالي 90 % من السكان يعيشون على 10 % فقط من مساحة البلاد وتحديدًا في أقليمي طرابلس وبرقة. نحو 88 % من السكان يقيمون في المدن الكبرى كطرابلس وبنغازي. الكثافة السكانية في تلك المناطق يبلغ معدلها 50 نسمة/كم مربع، بينما هي أقل من 1 نسمة/كم في المناطق الأخرى.
يبلغ عدد سكان ليبيا حوالي 6.5 مليون، 26.17 % منهم تحت سن 15 عامًا. في 1983 وصل عدد السكان إلى 3.6 مليون نسمة. مسجلًا زيادة كبيرة عن عام 1964 حين كان يبلغ 1.45 مليون نسمة.
وفقًا لمسح لأعداد اللاجئين في 2008 فإن ليبيا استضافت قرابة 17.000 لاجئ في 2007 بينهم 9000 من الفلسطينيين، والبقية أغلبهم من السودان والعراق والصومال.

### عرقيات
آخر إحصائية عرقية رسمية في ليبيا كانت في إقليم طرابلس عام 1931م، وكان اجمالي عدد سكان إقليم طرابلس حوالي 515 الف نسمة ، منهم: عرب 164.000 بنسبة 32%، وبربر يتحدثون العربية فقط 149.000 وبربر يتحدثون اللغة العربية واللغة الليبية (الأمازيغية) 119.000، الذين شكلوا غالبية السكان بعدد قدر بحوالي 268،000 ألف نسمة أي ما نسبته 52% من مجموع السكان في إقليم طرابلس البالغ عددهم 516،000 ألف نسمة ، إضافة لعرقيات أخرى من مجموع السكان كالكورغلية وهم مزيج من الأتراك والاكراد والشركس والأرناؤوط (الألبان) وبلغ عددهم 25،000 ألف نسمة أي ما نسبته 5%، بالإضافة إلى الأوروبيون مثل الإيطاليين والرومان واليونانيون من جزيرة كريت. الذين بلغ عددهم 35،000 آلاف نسمة أي مانسبته 7%، وكذلك هناك أقليات عرقية تشمل زنوج وقدر عددهم في اقليم طرابلس بحوالي 3،000 الاف نسمة أي ما نسبته 1% والتبو، بالإضافة لليهود وعرقيا يتكون اليهود في ليبيا من عنصرين يهود ليبيين ويهود إسرائيليين وبلغ عدد اليهود في ليبيا 21،000 ألف نسمة أي ما نسبته 4% من إجمالي عدد السكان ولكن لا يوجد يهود اليوم في ليبيا بسبب احداث عام 1948 وعام 1967م.
حاليًا فإن أغلب الليبيين يصنفون من العرب، وهناك عرقيات أخرى هي خليط بين البربر والشراكس والأتراك والموريسكيون والرومان واليونان من جزيرة كريت. وكذلك هناك أقليات عرقية تشمل الأفارقة والطوارق والتبو والمورسكيين.
من بين المقيمين الأجانب في ليبيا أعداد كبيرة من الجاليات الأفريقية خاصة من مصر وتونس وإفريقيا جنوب الصحراء. في 2011 سُجل 60.000 بنغلاديشي، 30.000 صيني و30.000 فلبيني في ليبيا. كما أن ليبيا موطن لعدد كبير من المهاجرين غير الشرعيين المقيمين على أراضيها ويزيد عددهم عن مليون نسمة أغلبهم مصريين ومن إفريقيا جنوب الصحراء.
كما توجد جالية إيطالية قليلة العدد مقيمة في ليبيا، في الماضي كانت ليبيا موطنًا لجالية إيطالية كبيرة العدد كانت ضمن المستوطنين الإيطاليين في ليبيا. لكن العديد منهم غادر بعد نهاية الحرب العالمية الثانية، لكن العدد الأكبر غادر في 1970 بعد مجيء معمر القذافي إلى الحكم.

### لغات
اللغة العربية هي اللغة المنتشرة وهي اللغة الرسمية، ويتحدثها الليبيون في حياتهم اليومية وفق اللهجة الليبية أو الدارجة، وهي تختلف قليلا من مكان لآخر نظرًا لاتساع الرقعة الجغرافية للبلاد، كما تعد اللغة الإنجليزية لغة مستخدمة في الدراسة الجامعية في كليات العلوم التطبيقية، وتستخدم كذلك في العديد من قطاعات الشركات الأجنبية العاملة في البلاد.
القرى والمجتمعات التي لا تزال تحافظ على هويتها الليبية الأصلية تستخدم اللغة الأمازيغية. وتسمى أيضًا باللغة الليبية أو اللغة البربرية أو المورية ولها أبجدية خاصة بها تسمى بأبجدية التيفيناغ أو الأبجدية الليبية وللغة الليبية عدة لهجات مثل اللهجة التارقية والنفوسية ولهجة آت ويلول وسوكنه وأوجلة وزناته التي تشمل لهجة غدامس وبني يفرن، كذلك هناك لغة التبو التي تتحدث بها أقلية التبو في مناطق كالقطرون والكفرة ومرزق وأوباري وأم الأرانب والربيانة وتاجرهي وسبها والحميرة  بالإضافة إلى مجموعات صغيرة في مناطق متفرقة من البلاد.[بحاجة لمصدر]
كما كان هناك انتشار للغة الإيطالية والإنجليزية والفرنسية حتى أواخر السبعينيات. كما أن الأجيال الأكبر عمرًا حاليًا لايزال بعض منها يتحدث اللغة الإيطالية.

### الديانات

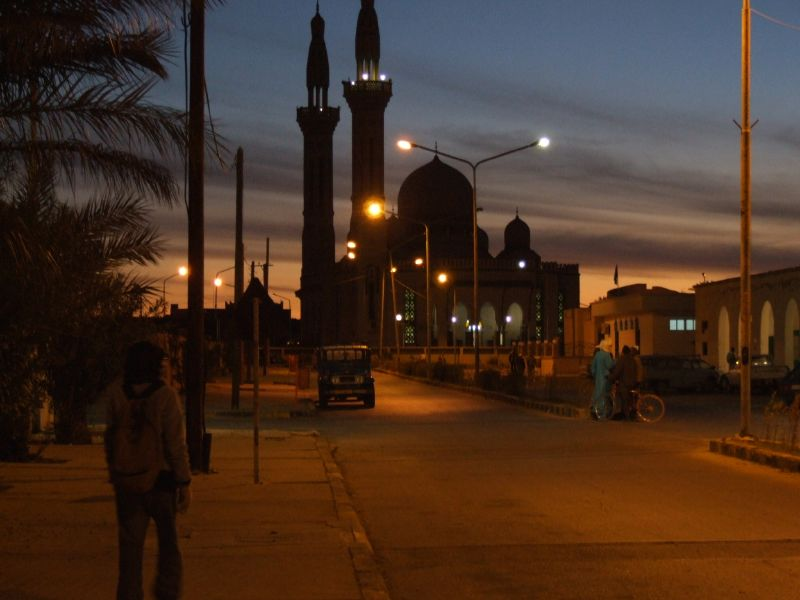
مسجد في غدامس.

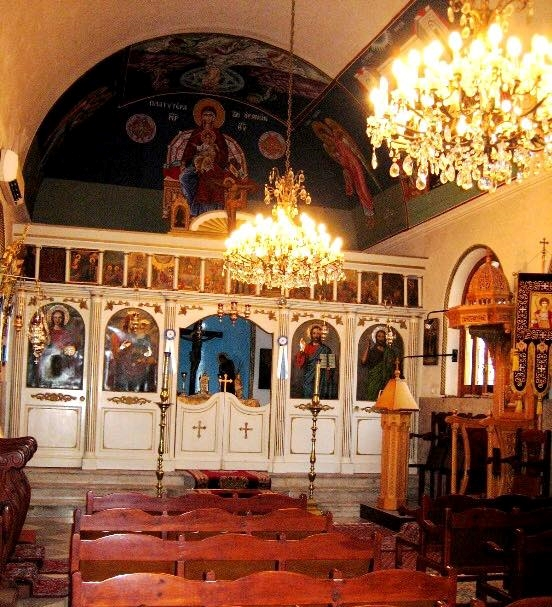
الكنيسة القبطية الأرثذوكسية في ليبيا.

97 % من السكان مسلمون، و3% ينتمون إلى ديانات أخرى معظمهم من الأجانب غير المقيمين بشكل دائم، مسلمو ليبيا سنيون يتبعون للمذهب المالكي، مع وجود أقلية يتبعون المذهب الإباضي في جبل نفوسة وزوارة، وأعداد من الصوفيين. معظم المسيحيين الموجودين في ليبيا هم من جاليات أجنبية من اللاجئين الأفارقة أو من الأقباط أو الأوربيين العاملين في البلاد. كما توجد جالية صغيرة من الأنجليكان تتألف من قسيس واحد مقيم، وعمال من اللاجئين الأفارقة والهنود في طرابلس ينتمون إلى الأسقفية المصرية. توجد كنائس توحيدية في طرابلس وبنغازي، كما يوجد أيضا في عدة مدن ليبيا كنائس سابقة أغلبها مقفلة. كما تم لأول مرة بعد انقلاب 1969 في ليبيا الإحتفال بعيد القيامة بمدينة البيضاء عام 2009. الرهبان والراهبات الكاثوليك يعملون في معظم المدن الساحلية والجبلية، وكان هناك قسيس واحد في مدينة سبها، وكان معظمهم يعملون في المستشفيات والملاجئ وفي مساعدة المعاقين وكبار السن. كان الرهبان والراهبات يرتدون ملابسهم الدينية طوال الوقت ولم يعرف عن أي حالات تمييز ديني أو مضايقات. يبلغ عدد المسيحيين في ليبيا حوالي 170,000 نسمة. وتأتي في مقدمة الطوائف المسيحية في ليبيا الكنيسة القبطية الأرثوذكسية مع حوالي 60,000 نسمة، إلى جانب تابعي الكنيسة الروسية الأرثوذكسية والكنيسة الصربية الأرثوذكسية والكنيسة اليونانية الأرثوذكسية الذين يُقّدر عددهم بحوالي 60,000.
منذ سقوط نظام القذافي، وقد أعدت التيارات الإسلامية المحافظة أنفسها للتواجد في بعض الأماكن. وجاءت درنة في شرق ليبيا، والتي اعتبرت خلال ثمانينيات وتسعينيات القرن 

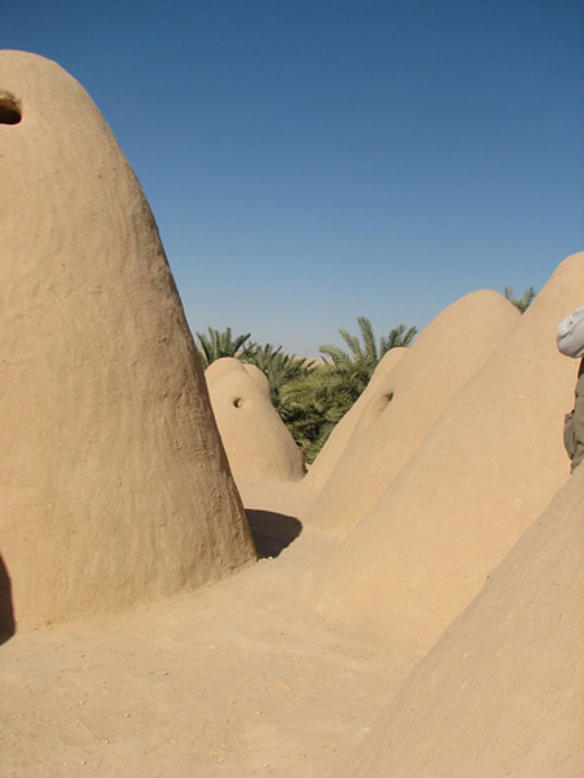
المسجد العتيق في بنغازي هو أقدم مسجد في الصحراء.

العشرين مرتعا للفكر الجهادي تحت سيطرة المسلحين الإسلاميين بينها تنظيم القاعدة، لتسقط في 2014 بيد ميليشيات تدين بالولاء لـتنظيم الدولة الإسلامية في العراق والشام. كما انتشرت العناصر الجهادية أيضا إلى سرت وبنغازي وصبراتة، وبعض المناطق الأخرى، خلال ماعرفت للحرب الأهلية الليبية الثانية.
كذلك في تلك الفترة وجهت اتهامات من قبل نشطاء وحتى شيوخ في ليبيا بتذكية العنف الديني ونشر التطرف في البلاد للصادق الغرياني الذي حاز لقب مفتي ليبيا بصفته رئيس لدار الإفتاء الليبية التي تأسست عقب سقوط القذافي.
غادر أغلب اليهود الليبين البلاد أفرادا وجماعات بعد 1967، ربما قد يوجد عدد صغير من اليهود في ليبيا، أغلبهم في المدينة القديمة في طرابلس. في عام 1974 أعلن المجلس العالمي لليهود أنه لم يعد في ليبيا إلا نحو عشرين يهوديا. الأقلية اليهودية التي كان عددها يصل إلى ستة وثلاثين ألف نسمة بعد نهاية الحرب العالمية الثانية، غادرت إلى إيطاليا وإسرائيل ودول أخرى على مدى مراحل مختلفة بين عامي 1948 و1967. في عام 2002، توفي آخر يهودي معروف في ليبيا، اسميرالدا مغناجي. وبالتالي لم يعد هناك يهود في البلاد.
تحكمت السلطات الليبية إبان حكم القذافي في أماكن العبادة المسموح بها للمسيحيين المقيمين في البلاد، وكانت تفرض حظرًا على الطريقة السنوسية وأتباعها، الهيئة العامة للأوقاف وشؤون الزكاة وجمعية الدعوة الإسلامية العالمية كانت تعتبر الذراع الإسلامي للسلطات فيما يخص التعامل في المجال الديني في أرجاء العالم. كما اعتبرت «جمعية الدعوة الإسلامية العالمية» مسؤولة عن العلاقات التي تقام مع المنظمات الدينية الأخرى بما فيها المسيحية. ويعتبر هدف الدعوة الأساس هو «الترويج لإسلام معتدل يعكس الرؤى الدينية للدولة»، وكان هناك حظر على الجماعات الإسلامية التي تتناقض أفكارها وتعاليمها مع أفكار وتعاليم الجمعية. وتخضع كل المساجد، بما فيها المساجد التي يتم بناؤها على نفقة بعض العائلات الميسورة، للهيئة العامة للأوقاف وشؤون الزكاة.
يتم شرح تعاليم الدين الإسلامي في المدارس العامة، في حين أن نشر التعاليم الدينية لأي ديانة أخرى غير مسموح به، كما أن الحكومة لا تقوم بنشر أي معلومات تتعلق بانتماء الأطفال لأي دين في المدارس العامة، ولم يعرف أن أطفالا انتقلوا إلى مدارس خاصة سعيا وراء تعاليم دينية معينة.
دخل الإسلام إلى ليبيا في زمن خلافة عمر بن الخطاب، وتحول الكثير من السكان من الإيمان المسيحي واليهودي والوثني إلى المذهب الإباضي الذي كان منتشرًا في ليبيا وتونس والجزائر وهو المذهب الذي أسلم عليه الكثير من السكان الليبيين[بحاجة لمصدر] تم بعد ذلك تحولت الكثير من القبائل الليبية إلى المذهب المالكي مثل ككلة وغريان وزواغة وغيرها، ومنذ أن استقر بعض تلاميذ الإمام مالك في ليبيا لأوقات متفرقة في طريقهم من المدينة المنورة إلى بقية مناطق المغرب الاسلامي، فإن المذهب المالكي أصبح هو المنهج الإسلامي الذي يتبعه الغالبية العظمى من مسلمي البلاد، وتم تداول مؤلفات علماء المالكية أمثال ابن أبي زيد والقاضي عياض وعبد الواحد بن عاشر في أغلب المدارس الإسلامية التي أسسها أهم المراجع الدينية في تاريخ البلاد، ومنهم: أحمد زروق، عبد الواحد الدكالي وعبد السلام الأسمر، حيث استمر تدريس هذه المناهج وفق نظام الحلقات حتى ستينيات القرن العشرين وبقي بعد هذه الفترة على نظام الحلقات ولكن بشكل أقل، حيث انتقل التدريس الديني بشكل كبير إلى التعليم النظامي متمثلا في جامعة محمد بن علي السنوسي ثم الجامعة الأسمرية للعلوم الإسلامية.
ينتشر في ليبيا أكثر من خمسة آلاف مركز لتحفيظ القرآن، وبحسب تقديرات جمعية الدعوة الإسلامية العالمية، فإن خمس سكان ليبيا في سنة 2010 يحفظون القرآن، كما أن حاملي شهادة حفظ القرآن يعاملون وظيفيا على قدم المساواة مع حملة الشهادات الجامعية.

## السياسة
بعد استقلال ليبيا عن بريطانيا وفرنسا بعيد الحرب العالمية الثانية تشكلت ملكية دستورية في ليبيا، وكان بها حكومة نيابية تمارس عملياتها بشكل شبه ديمقراطي، إلا أنها أصبحت بعد انقلاب الأول من سبتمبر 1969 تحكم عمليا عن طريق العقيد معمر القذافي قائد الانقلاب بشكل انفرادي منذ ذلك الحين إلى أن قامت ثورة 17 فبراير في عام 2011 بالإطاحة بمعمر القذافي ونظامه.

### ليبيا بعد 17 فبراير
بعد ثورة 17 فبراير وتشكيل المجلس الوطني الانتقالي الذي تأسس في 27 فبراير 2011 وبعد الإطاحة بنظام العقيد معمر القذافي اثر حرب أهلية والإعلان الرسمي انتهاء الحرب في 23 أكتوبر 2011 شهدت ليبيا مرحلة انتقالية لتأسيس دستور ونظام حكم جديد. تم تسليم السلطة إلى المؤتمر الوطني العام في الثامن من أغسطس، الذي انتخب في السابع من شهر يوليو، ليدير شؤون البلاد لمدة عام ونصف.
كان من المفترض أن يعمل المؤتمر الوطني في أولى جلساته بحسب الإعلان الدستوري على انتخاب رئيس ونائب للمؤتمر الوطني عبر الاقتراع السري. وبعدها -وقبل انقضاء ثلاثين يوما- اختيار رئيسا للحكومة ويبدأ الإعداد لانتخاب أعضاء لجنة صياغة الدستور.
ونتيجة لاخفاق المؤتمر الوطني العام في إدارة المرحلة الانتقالية في المدة الزمنية التي حُددت له وفق الإعلان الدستوري فقد تم تعديل الإعلان الدستوري لأجل انتخاب جسم تشريعي جديد يحل محل المؤتمر. وفي 4 أغسطس 2014 حل مجلس النواب الليبي الذي تم انتخابه في 25 يونيو 2014 بانتخابات ديمقراطية، محل المؤتمر الوطني العام المنتهية ولايته. وتوافق غالبية النواب على اختيار مدينة طبرق التي تنعم بالهدوء النسبي لعقد جلساتهم عوضًا عن بنغازي أو طرابلس اللتين شهدتا الأسابيع السابقة واللاحقة لتسلم مجلس النواب مهامه تدهورًا وانفلاتًا أمنيًا غير مسبوق.
في أواخر أغسطس 2014 قامت ميليشيات من مصراتة والميليشيات الإسلامية المتحالفة معها تحت مسمى فجر ليبيا بادخال قواتها إلى مدينة طرابلس وقامت بالسيطرة على مؤسسات الدولة والوزارات اثر سيطرتها على مطار طرابلس العالمي وأعلنت رفضها لمجلس النواب الليبي المنتخب والحكومة المؤقتة وأُعلن عن إعادة المؤتمر الوطني العام المنتهية ولايته وشكلت حكومة أسمتها حكومة الإنقاذ برئاسة عمر الحاسي لم تحظى بأي اعتراف دولي.

### النظام القضائي
يرتكز النظام القانوني الليبي على مزيج من القانون المدني والمبادئ القانونية الإسلامية ويطبق القضاة مبادئ الشريعة الإسلامية في القضايا المتعلقة بالأحوال الشخصية.

### موسوعة التشريعات الليبية
تعد ليبيا أول دولة عربية ينضبط فيها التشريع بصدور أول قاعدة بيانات تشريعية تاريخية فيها على مستوى دول الوطن العربي، وهي تتكون من أربعين مجلدا (كلاسيرا) تغطي المرحلة من الاحتلال الإيطالي وحتى المرحلة المعاصرة ويضاف إليها الملاحق بشكل دوري. ولقد كانت هذه الموسوعة التاريخية سباقة في دعم نظم الحكم في بعض الدول العربية مثلما هو الحال في النظام الفيدرالي في دولة الإمارات العربية المتحدة الذي تم استقائه من التجربة الفيدرالية في ليبيا في الفترة ما بين (1951-1963).

### القوات المسلحة الليبية
يتألف الجيش الليبي القوات البرية، والقوات الجوية والقوات البحرية، ويجري حاليا إعادة تأسيس الجيش من قبل الحكومة الليبية المؤقتة، وكان الجيش السابق في ليبيا قد تعرض للهزيمة في الحرب الأهلية التي شملت تدخلًا من قبل حلف شمال الأطلسي. اعتبارا من مايو 2012، قدر عدد المنضمين لصفوفه بنحو 35،000 فرد.
اعتبارا من شهر نوفمبر 2012 اعتبر رئيس المؤتمر الوطني العام محمد المقريف بأن تمكين الجيش والشرطة (هو الأولوية الأكبر للحكومة). كما أوعز المقريف بأن جميع الميليشيات في البلاد يجب أن تكون (تحت سلطة الحكومة أو يتم حلها).
وقد رفضت الميليشيات حتى اليوم في أن تُضم لقوة الأمن المركزية التابعة للدولة. في حين أن بعض من هذه الميليشيات حُلت، ولكن الأقوى منها انضم إلى المجالس التنفيذية لبعض المدن الليبية. وعرفت هذه الميليشيات بتشكيل ائتلاف جديد حمل اسم درع ليبيا، والتي اعتبرت قوة موازية تعمل بناء على الطلب، وليست ضمن النظام أو وزارة الدفاع.

### العلاقات الخارجية
تقلبت السياسات الخارجية في ليبيا منذ عام 1951. كمملكة، حافظت ليبيا على مواقف موالية للغرب، كما اعتبرت ضمن كتلة التقليديين المحافظين في الدول العربية (جامعة الدول العربية في الوقت الحاضر)، والتي أصبحت عضوا بها عام 1953. وكان للحكومة علاقات ودية تجاه الدول الغربية مثل المملكة المتحدة، الولايات المتحدة، فرنسا ،إيطاليا، اليونان كما أنشأت علاقات دبلوماسية كاملة مع الاتحاد السوفياتي في عام 1955.
دعمت الحكومة في فترة المملكة القضايا العربية، بما في ذلك حركات الاستقلال في المغرب والجزائر، واستغرق الأمر بعض الوقت للقيام بدور سياسي نشط في النزاع العربي الإسرائيلي أو السياسة بين الدول العربية المضطربة بين خمسينيات وأوائل ستينيات القرن العشرين. ولوحظ ارتباط المملكة الوثيق بالغرب، رغم اتباعها سياسةً محافظة في الداخل.
بعد انقلاب عام 1969، واعلان معمر القذافي عن اغلاق القواعد الأمريكية والبريطانية، قام بتأميم المصالح التجارية وصناعة النفط جزئيا في ليبيا.
كان يُعرف عن القذافي دعمه لعدد من القادة الذين كانوا يعدون معادين لسياسة التغريب والليبرالية السياسية، بما في ذلك الرئيس الأوغندي عيدي أمين، حاكم إفريقيا الوسطى الإمبراطور جان بيديل بوكاسا، رجل أثيوبيا القوي منغستو هايلي مريم، الرئيس الليبيري تشارلز تايلور، والرئيس اليوغوسلافي سلوبودان ميلوسيفيتش.
توترت العلاقات مع الغرب من خلال سلسلة من الحوادث التي حدثت خلال معظم فترة حكم القذافي، بما في ذلك قتل الشرطية البريطانية إيفون فليتشر خلال مظاهرة مناوئة للقذافي أمام السفارة البريطانية في لندن، وتفجير ملهى ليلي في برلين الغربية يرتاده جنود أمريكيون، وتفجير طائرة بان آم 10 فوق اسكتلندا، مما أدى إلى فرض عقوبات من الأمم المتحدة خلال تسعينيات القرن العشرين، رغم ذلك فانه في بداية سنوات الـ 2000 طبعت الولايات المتحدة وقوى غربية أخرى علاقاتها مع ليبيا.
قرارات القذافي بالتخلي عن السعي لامتلاك أسلحة الدمار الشامل أتى بعد الغزو الأمريكي للعراق والإطاحة بالرئيس العراقي صدام حسين، أدت إلى الإشادة بدور ليبيا في مجال الحرب على الإرهاب. في أكتوبر 2010، اعتذر القذافي للقادة الأفارقة نيابة عن الدول العربية لتورطهم في تجارة الرقيق الأفريقية.

## التقسيمات الإدارية
وفق التقسيم الإداري لعام 2007، تم تقسيم ليبيا إلى 22 مقاطعة:
| الرقم (من الخريطة) | اسم الشعبية  | السكان    | المساحة (كم2) |
| ------------------ | ------------ | --------- | ------------- |
| 1                  | النقاط الخمس | 287،662   | 6،089         |
| 2                  | الزاوية      | 290،993   | 2،753         |
| 3                  | الجفارة      | 453،198   | 2،666         |
| 4                  | طرابلس       | 1،065،405 | 835           |
| 5                  | المرقب       | 432،202   | 6،796         |
| 6                  | مصراتة       | 550،938   | 29،172        |
| 7                  | سرت          | 193،720   | 225،437       |
| 8                  | بنغازي       | 670،797   | 11،372        |
| 9                  | المرج        | 185،848   | 13،515        |
| 10                 | الجبل الاخضر | 203،156   | 11،429        |
| 11                 | درنه         | 163،351   | 31،511        |
| 12                 | البطنان      | 159،536   | 84،996        |
| 13                 | نالوت        | 93،224    | 67،191        |
| 14                 | الجبل الغربي | 304،159   | 76،717        |
| 15                 | وادي الشاطئ  | 78،532    | 97،160        |
| 16                 | الجفرة       | 52،342    | 117،410       |
| 17                 | الواحات      | 177،047   | 105،523       |
| 18                 | غات          | 23،518    | 68،482        |
| 19                 | وادي الحياة  | 76.858    | 31.485        |
| 20                 | سبها         | 134.162   | 107.310       |
| 21                 | مرزق         | 78.621    | 356.308       |
| 22                 | الكفرة       | 50.104    | 433.611       |
| المجموع            | المجموع      | 5،725،373 | 1،887،768     |

### أكبر المدن
تعتبر طرابلس الكبرى أكبر مدن البلاد من حيث الكثافة السكانية (1.065.405 حسب احصاء 2006) تليها مدينة بنغازي ثم تأتي مصراتة والبيضاء بالإضافة للمدن الرئيسية الأخرى مثل الزاوية التي تحد العاصمة طرابلس من جهة الغرب وطبرق في أقصى شرق البلاد وسبها كبرى مدن الجنوب.

## الاقتصاد

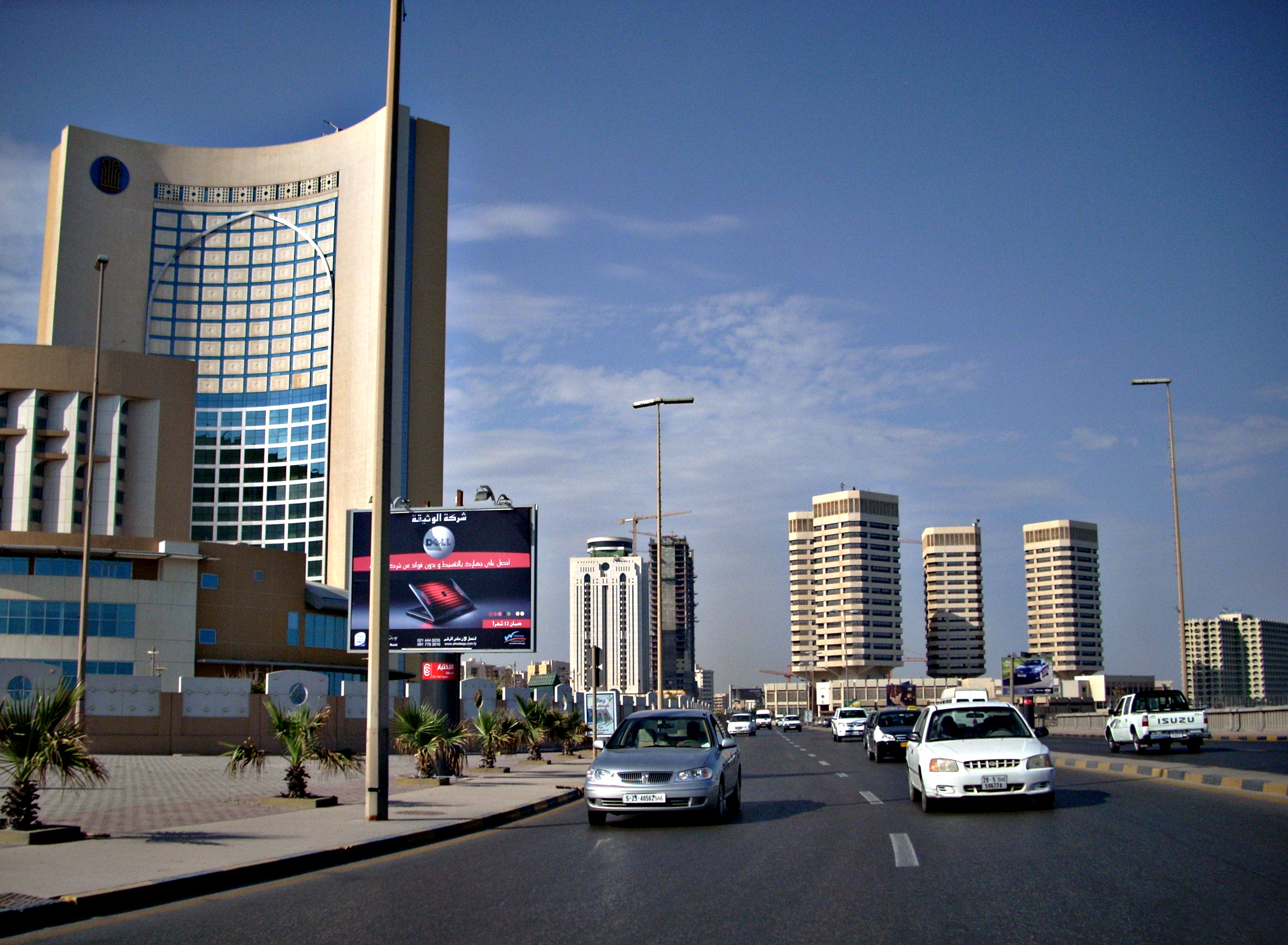
المركز التجاري في طرابلس حيث تستقطب ليبيا شركات عالمية للاستثمار في مختلف القطاعات

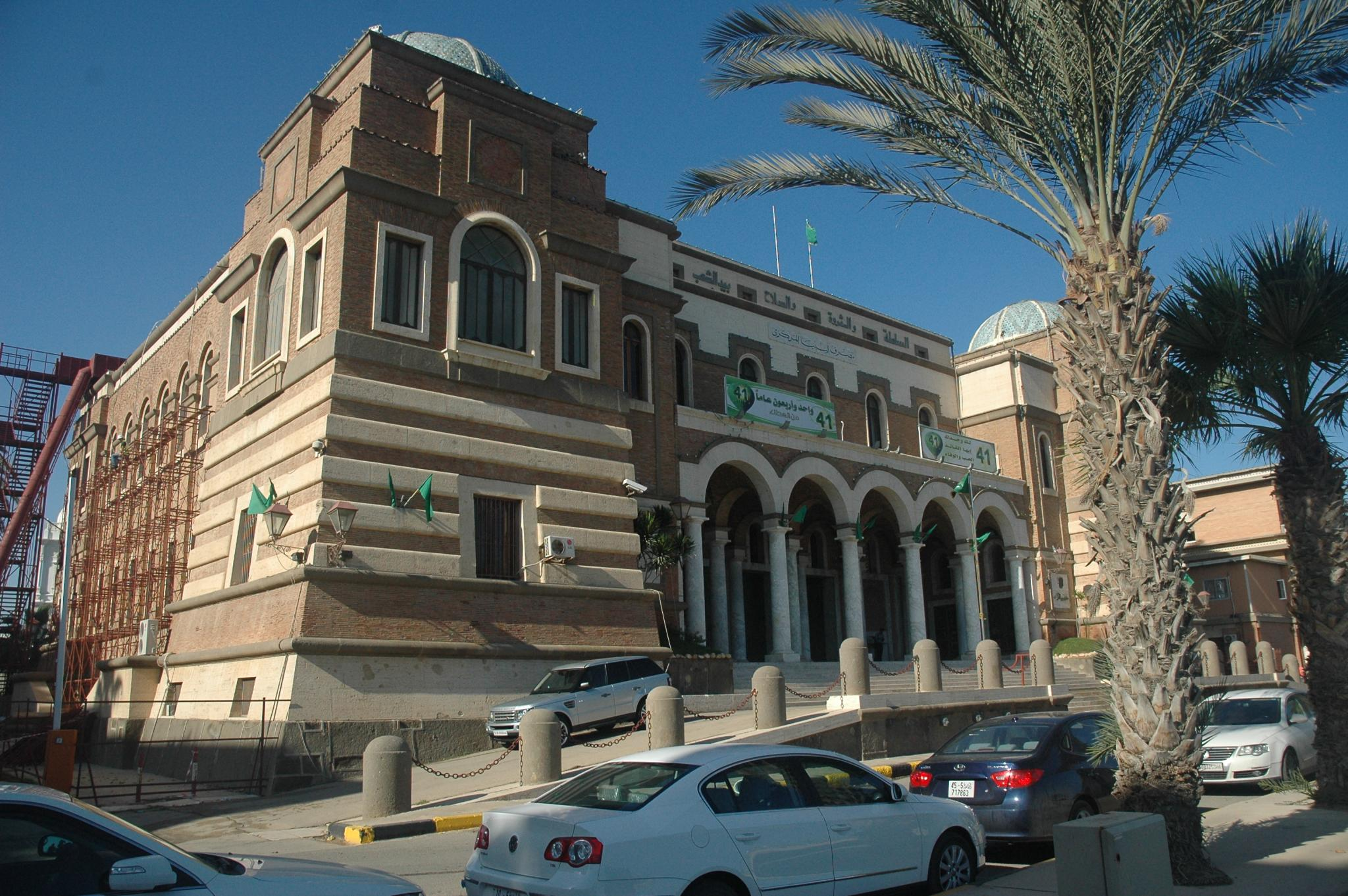
المقر الحالي لـمصرف ليبيا المركزي في طرابلس

- الموارد الطبيعية: النفط، الغاز الطبيعي، الجبس. يعتبر النفط والغاز مصدرا الدخل الرئيسيين في البلاد. وتبلغ احتياطات النفط في ليبيا 41.5 مليار برميل مما يجعلها تتصدر الدول الأفريقية في هذا المجال.[168]
  - يشكل النفط نحو 94% من عائدات ليبيا من النقد الأجنبي و60% من العائدات الحكومية و30% من الناتج المحلي الإجمالي.[169]
  - تنتج ليبيا 2 مليون برميل يوميا من النفط وتعتزم زيادة إنتاجها إلى ثلاثة ملايين برميل يوميا اعتبارا من سنة 2010.
  - معدل إنتاج النفط: 2 مليون برميل/يوم، وذلك من احتياطي مؤكد قدره: 41.5 مليار برميل.
  - معدل إنتاج الغاز: 399 مليار قدم/3 وذلك من احتياطي مؤكد قدره: 52.7 ترليون قدم/3.
- الميزانية[170]
  - الإيرادات: 36.34 مليار دولار
  - الإنفاق العام: 24 مليار دولار
  - الدين العام: 8% من إجمالي الدخل القومي 4.5 مليار دولار (2006)
  - الصادرات: 38.5 مليار دولار (2006)
  - الواردات: 10.4 مليار دولار (2006)
- أهم الصناعات:الحديد والصلب – الأسمنت ومواد البناء – الصودا الكاوية – أسمدة اليوريا – الصناعات البتروكيماوية الأخرى.
- أهم المنتجات الزراعية:الشعير - القمح - الطماطم - بطاطس - زيتون - الخضراوات - الفواكة - اللحوم.
- سياسة الدعم:

يجري في ليبيا دعم أسعار السلع الغذائية الأساسية، ويتم أيضا دعم أسعار الوقود والكهرباء كما أن خدمات التعليم والصحة تقدم مجانا.

### العملة
الدينار الليبي هو الوحدة الأساسية لعملة ليبيا. ويتكون الدينار من 1000 درهم، وهو مغطى بالذهب، وقابل للتحويل إلى العملات الأجنبية ولا توجد قيود على عمليات التحويل النقدي من وإلى ليبيا. ويعادل الدولار الأمريكي حوالي 1.28 دينار حسب سعر الصرف الرسمي لمصرف ليبيا المركزي.
فئات العملة الورقية في ليبيا (1 دينار، 5 دينار، 10 دينار، 20 دينار، 50 دينار).مع ملاحظة انه صدر قرار بالغاء الورقة النقية فيئة 50 دينار اعتبارا من تاريخ 26 فبراير 2012
فئات العملة المعدنية في ليبيا (50 درهم، 100 درهم، 0.25 دينار، 0.50 دينار).
ويعتبر مصرف ليبيا المركزي هو الجهة النقدية السيادية في البلاد، كما تتواجد العديد من المصارف التجارية الأخرى العاملة في البلاد والمملوكة للدولة منها مصرف الجمهورية، مصرف الوحدة والمصرف التجاري الوطني وبعضها به نسب مملوكة لشركات أجنبية.

## السياحة

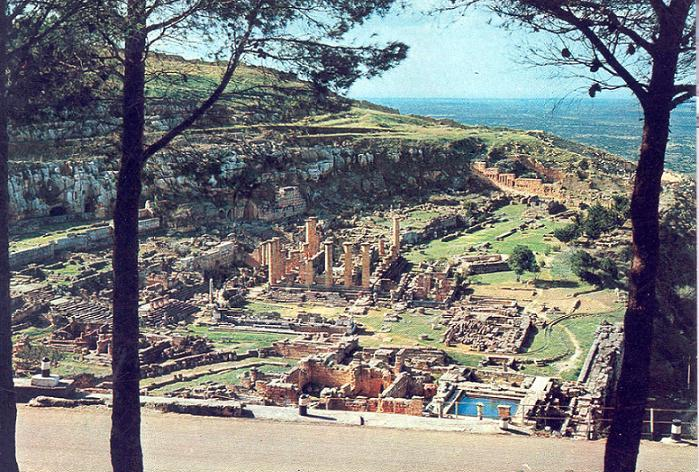
معبد أبولو في قورينا

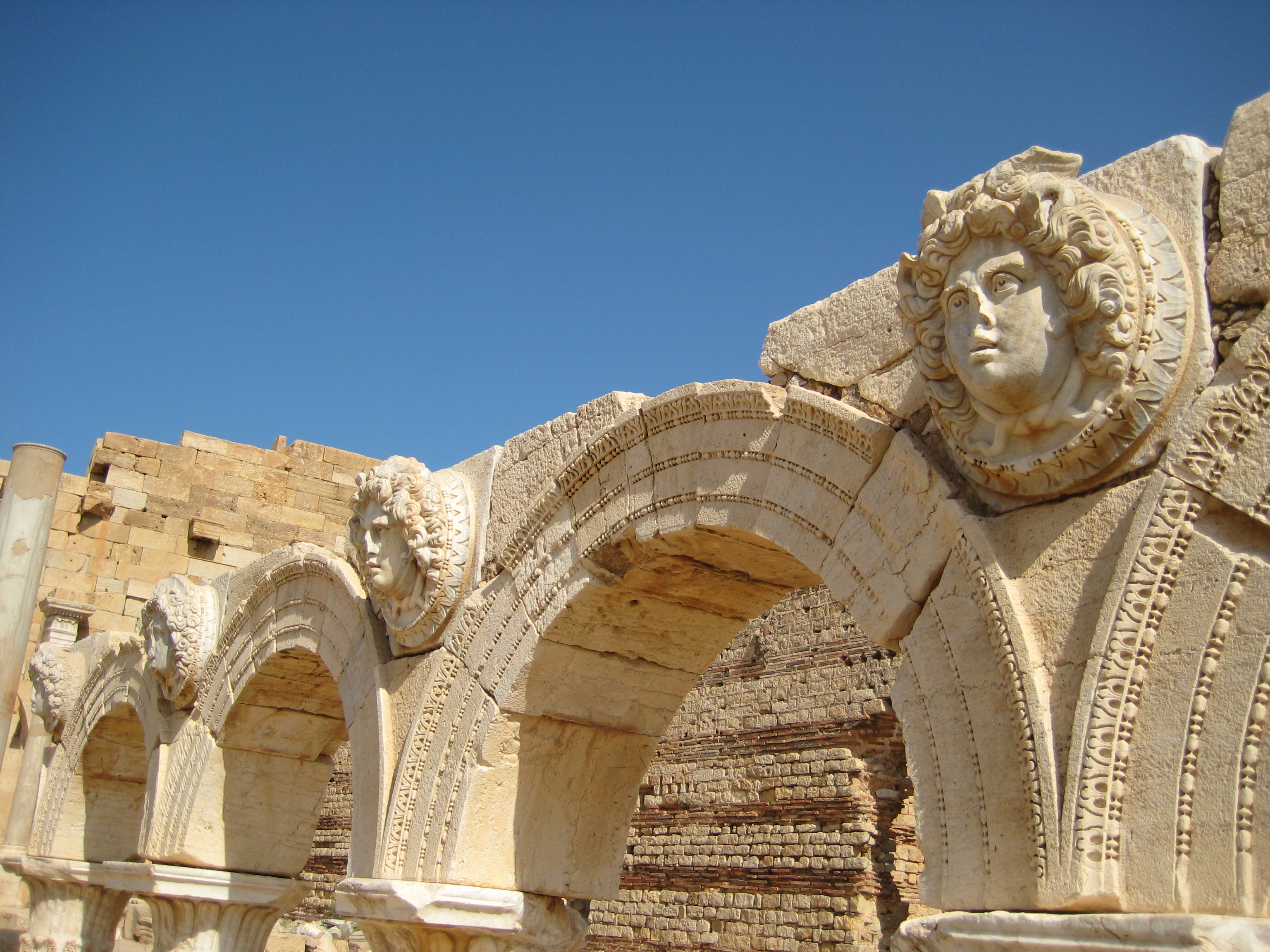
أقواس ضمن أعمدة في لبدة الكبرى

تعد ليبيا من الدول السياحية الحديثة التي لم يسوق لها إعلاميا كوجهة سياحية إلا بشكل بسيط وخجول بسبب الحصار واعتماد الدولة على موارد النفط بشكل كامل، إلا أنه في السنوات الأخيرة قبل 2011 بدأ المشهد السياحي في ليبيا آخذ في النمو بعد رفع الحظر الجوي وتطبيع العلاقات مع الغرب، فقد شهدت العاصمة طرابلس خلال السنوات الأخيرة نهضة عمرانية شملت إنشاء فنادق ومراكز تسوق وتحديث شبكات الطرق والبدء في تنفيذ مطار طرابلس العالمي الجديد والقادر على تقديم الخدمات ل20 مليون مسافر سنويا، كما شهدت مدينة بنغازي ثاني كبرى المدن إطلاق مشروع بنغازي 2025، كما أن مشاريع بناء المنتجعات السياحية انطلقت في مناطق الجبل الأخضر وزوارة ومناطق أخرى، وقد استفادت الدولة من الطفرة النفطية الأخيرة في دعم البنية التحتية الأساسية للسياحة.

### خصائص ليبيا السياحية
- تمتلك ليبيا مجموعة من أكثر المواقع الأثرية الرومانية خارج شبه الجزيرة الإيطالية على امتداد ساحلها.
- تمتلك أحد أطول السواحل 1935 كم على البحر الأبيض المتوسط صالح للاستثمار السياحي.
- تمتلك واحدة من أكبر الصحاري في العالم والتي تستهوي السواح المولعين برحلات السفاري مثل منطقة بحيرة قبر عون عالية الملوحة بالجنوب الغربي.
- بها مناطق تعتبر كمحكيات طبيعية في شرق ليبيا كمنطقة الجبل الأخضر والتي تفوق مساحتها مساحة لبنان.
- تمتلك تاريخ إغريقي روماني في في عدة مواقع مثل لبدة، صبراتة، قورينا، طلميثة، أبولونيا، يوسبريدس، توكرة وقصر ليبيا.
- تمتلك المناخ الجيد وخاصة في شمال البلاد «مناخ البحر الأبيض المتوسط» المعتدل.
- تمتلك القدرة علي جذب السياح إليها لأن ليبيا تصنف كمقصد سياحي جديد واعد.
- قدرة القطاع السياحي على جذب الاستثمارات التي تخلق توازنا في الميزانية العامة للدولة والتي تعتمد حاليا بشكل كامل على قطاع النفط والغاز.

## المواصلات
- خطوط السكك الحديدية:

ليس لليبيا سكك حديدية منذ العام 1965، حيث تم تفكيك هذا النظام الذي تم إنشاءه فترة الاحتلال بغرض إعادة إنشاءه. وهناك مشروع ضخم (متوقف حاليًا) لإنشاء شبكة تربط المدن الليبية المختلفة كما لربط ليبيا بدول الجوار. يبلغ طول مشروع السكك الحديدية أكثر من 2000 كلم تقريبا يستهدف الربط التجاري بين القارتين الأفريقية والأوروبية.
تم التوقيع على عقد بقيمة 4 مليار دولار مع شركة روسية لإنشاء خط سكة حديدية يربط بنغازي ب سرت يفتتح سنة 2012 م. ولكن بسبب حدوث ثورة 17 فبراير توقف المخطط وهوا قيد الانتظار إلى أن تأتي سلطة جديدة.
- الطرق السريعة:[174] المجموع: 83.200 كيلومتر
  - معبدة: 47.590 كيلومتر.
  - غير معبدة: 35.610 كيلومتر (تقديرات عام 1999).
- الممرات المائية: لا يوجد.

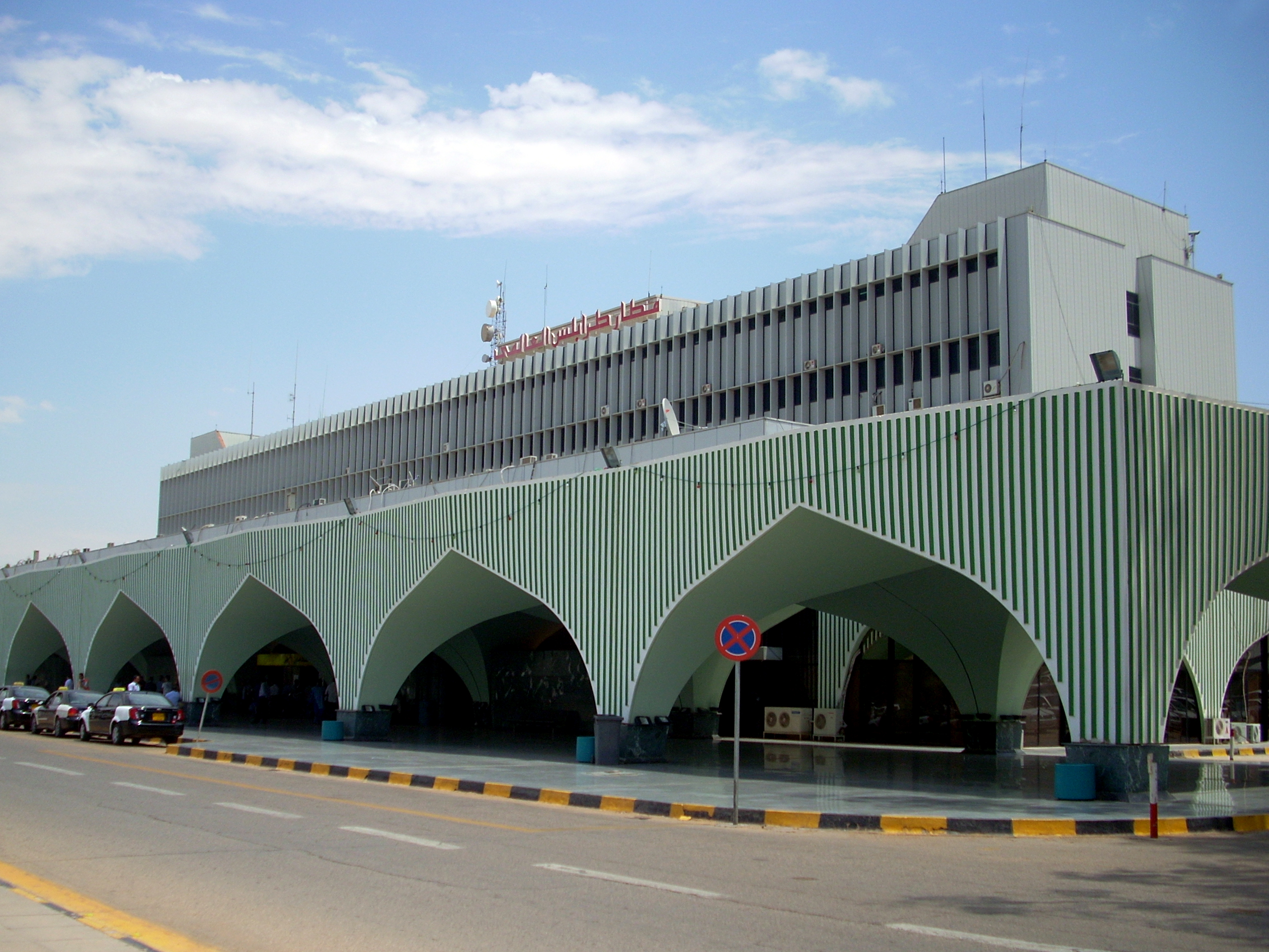
المبنى الرئيسي لمطار طرابلس الدولي

- خطوط الأنابيب: 225 كيلومتر؛ خاصة بالغاز 3.196 كيلومترا؛ وبالزيت البترولي 6.872 كيلومترا (2003).
- الموانئ: الخمس، طبرق، بنغازي، درنة، مرسى البريقة، مصراتة، طرابلس.
- أسطول بحري تجاري: المجموع: 20 سفينة.
- بالنوع: شحن 8، نقل غاز مسال 3، ناقلات نفط 7، جوالات بحرية 4، مسافرين 4.
- أجنبية: الجزائر 1، الكويت 1 (2003).
- المطارات: 140.
  - مطارات - بالمدارج المعبدة: المجموع: 60.
  - مطارات - بالمدارج غير المعبدة: المجموع: 80.

### المطارات والموانئ
- المطارات

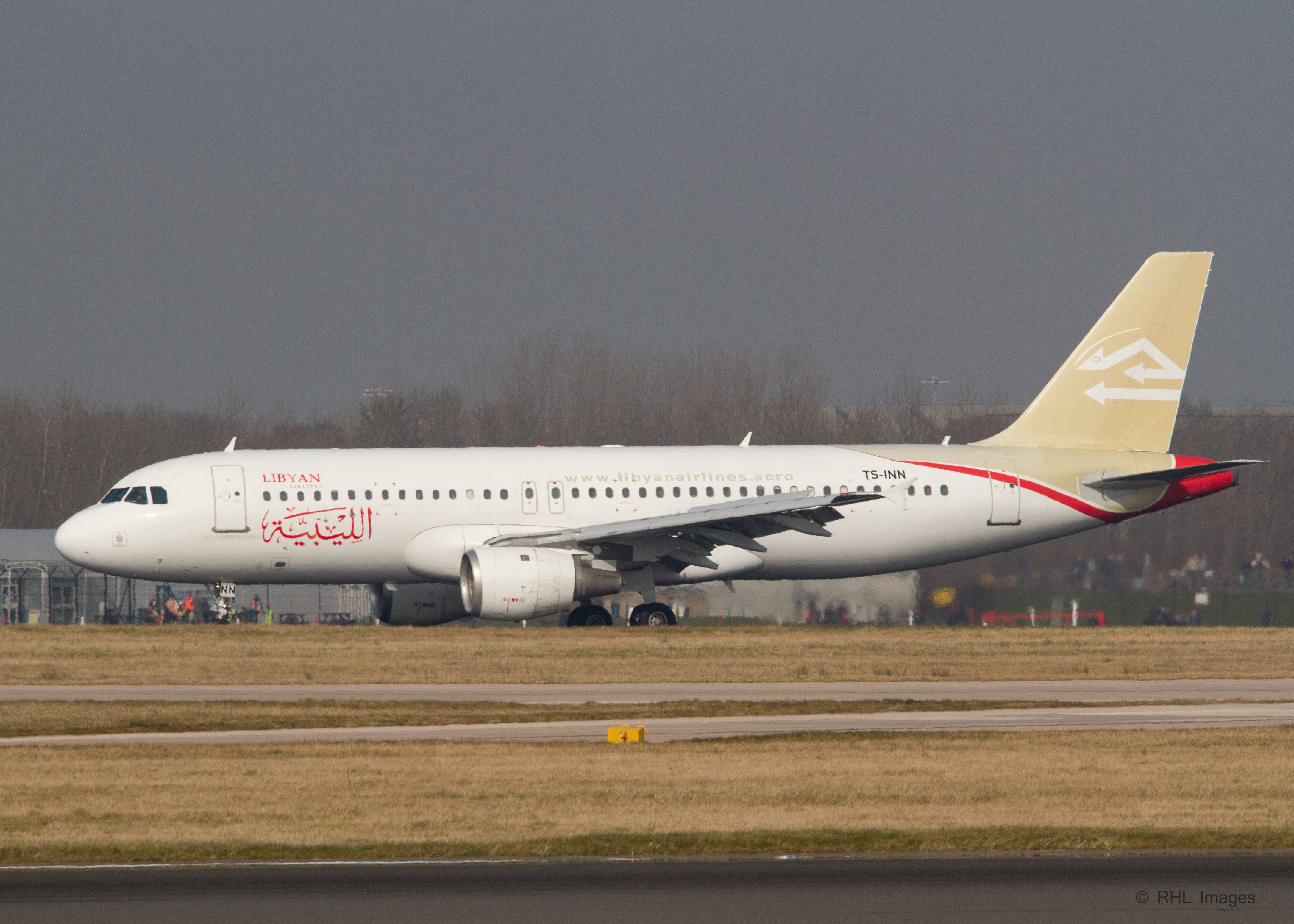
احدى طائرات الخطوط الجوية الليبية

- مطار طرابلس العالمي (جنوب طرابلس). (متوقف عن العمل حاليًا)
- مطار معيتيقة الدولي (شرق طرابلس).
- مطار بنينا الدولي (شرق بنغازي).[175]
- مطار زوارة الدولي (غرب زوارة) تأسس سنة 1983م، اعتمد كمطار دولي في أغسطس عام 2014م.[176]
- مطار الأبرق (شرق البيضاء).
- مطار طبرق (جنوب طبرق).
- مطار سبها (سبها). (متوقف عن العمل حاليًا)
- مطار سرت (جنوب سرت). (متوقف عن العمل حاليًا)
- مطار الزنتان (جنوب الزنتان).
- مطار مصراتة (جنوب مصراتة).

هناك مطارات داخلية في: هون، غدامس، غات، البريقة، الكفرة، بني وليد، أوباري.
- الموانئ

| - ميناء طرابلس البحري - ميناء بنغازي البحري | - ميناء مصراتة - ميناء الخمس التجاري - ميناء طبرق | - ميناء زوارة - ميناء درنة - ميناء سرت - مواني نفطية مثل: البريقة، ميناء السدرة، ميناء الحريقة (طبرق)، رأس لانوف وميناء الزاوية النفطي. |

### الإتصالات
- شركة المدار الجديد.
- شركة ليبيانا للإتصالات.
- شركة الجيل الجديد لتقنية.
- شركة ليبيا فون.

## التعليم

### الجامعات والمعاهد العليا العامة
- جامعة طرابلس
- جامعة طرابلس الأهلية
- جامعة بنغازي
- جامعة سرت
- جامعة الزاوية
- جامعة العرب الطبية - (بنغازي)
- جامعة عمر المختار - (البيضاء)

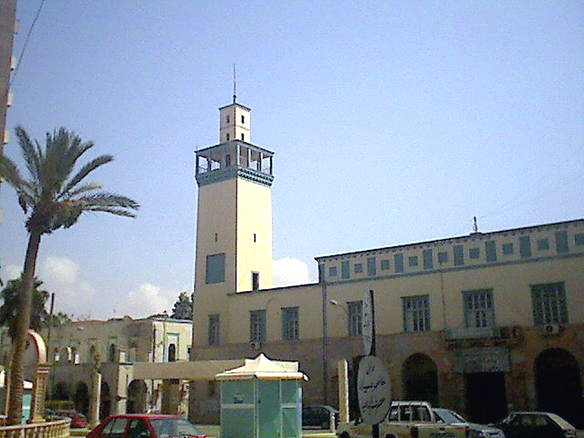
قصر المنار في بنغازي المقر السابق للجامعة الليبية أول جامعة مدنية في ليبيا

- جامعة محمد بن علي السنوسي - (البيضاء)[180]
- الجامعة المفتوحة الليبية
- الجامعة الأسمرية للعلوم الإسلامية - (زليتن)
- جامعة السابع عشر من فبراير - (الزاوية)
- جامعة سبها
- جامعة التحدي - (سرت)
- جامعة المرقب
- جامعة مصراتة
- جامعة نالوت.[181]
- جامعة ناصر الأممية.
- جامعة الجبل الغربي.
- كلية التقنية الهندسية هون والموقع هنا.
- أكاديمية الدراسات العليا.
- الجامعة الليبية الدولية للعلوم الطبية
- المركز العالي للمهن الإدارية والمالية - (طرابلس)[182]

## الصحة

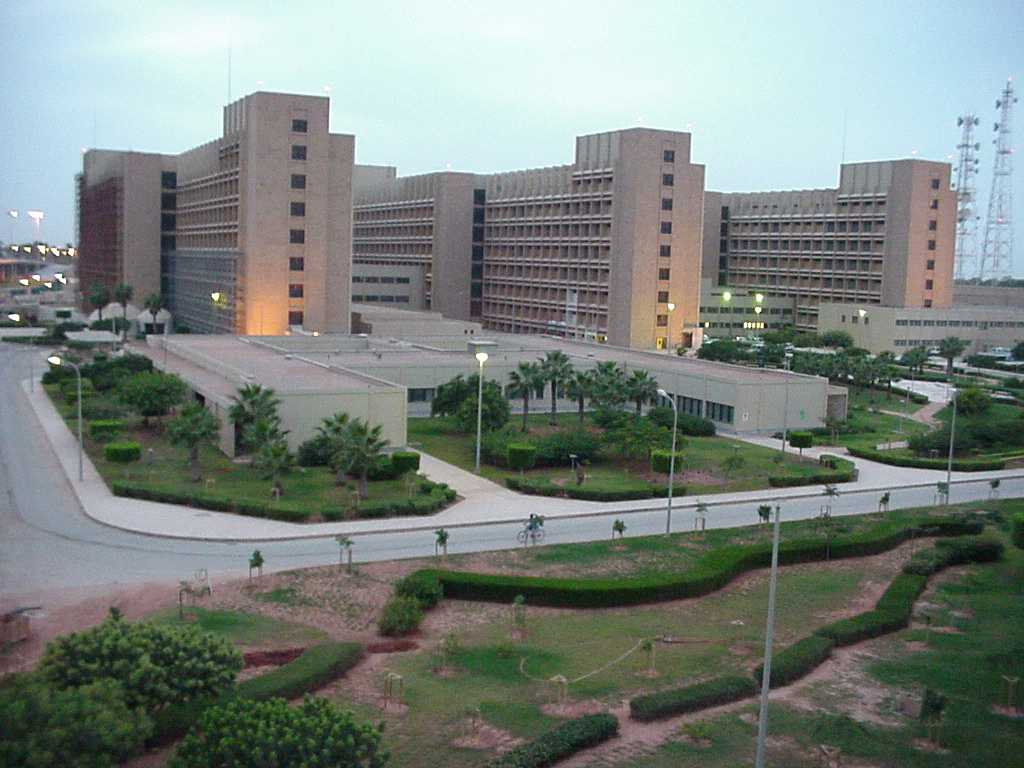
مركز بنغازي الطبي

شهدت ليبيا تنمية في قطاع الصحة خلال العقود القليلة الماضية حيث تحقق حتى عام 2000 الآتي:-
- ارتفاع عدد أطباء الأسنان إلى 7183 طبيبا ليصل متوسط الأطباء لعدد السكان إلى طبيب لكل 704 نسمة.
- ارتفاع عدد العاملين في الخدمات الطبية المساعدة إلى 30551 مما مكن من رفع متوسط الخدمة لعدد السكان إلى عنصر لكل 165 نسمة.
- وصل عدد الأسرة بالمستشفيات 18.454 سريرا بالإضافة إلى 707 سريرًا تابعة للجهات الاعتبارية والتشاركيات ليصل المتوسط 3.8 سريرا لكل ألف نسمة.

وتشير البيانات المتوفرة إلى أن مؤشرات التنمية البشرية في ليبيا حققت ارتفاعا إيجابيا بفضل تطور الخدمات الصحية والتعليمية، فقد ارتفع متوسط العمر المتوقع عند الولادة من 63.4 سنة عام 1993 إلى 70 سنة عام 1997 كما أنخفضت معدلات وفيات الأطفال الرضع بالمعدل من 118 بالألف عام 1973 إلى 24.4 بالألف خلال عام 1995. بالرغم من هذا فقد عانى القطاع الصحي أثناء فترة العقوبات الدولية في تسعينيات القرن العشرين.
انظر أيضا
- مركز طرابلس الطبي.[185]
- مركز بنغازي الطبي.[186]
- مركز البطنان الطبي - طبرق.[187]

## الأعياد والعطلات الرسمية
| التاريخ   | الأسماء             | الملاحظات                                                                                  |
| --------- | ------------------- | ------------------------------------------------------------------------------------------ |
| 17 فبراير | عيد ثورة 17 فبراير. | في بداية من حرب ثورة 17 فبراير في 17 فبراير 2011.                                          |
| 1 مايو    | عيد العمال العالمي. | تحتفل بإنجازات العمال.                                                                     |
| 16 سبتمبر | عيد الشهيد (ليبيا). | يتذكر الليبيون قتل أو نفي تحت الحكم الإيطالي والذين يتعرضون للقتل في ال 17 من ثورة فبراير. |
| 23 أكتوبر | عيد التحرير (ليبيا) | يوم التحرير من معمر القذافي أعلن يوم 23 أكتوبر 2011.                                       |
| 24 ديسمبر | عيد الاستقلال       | ذكرى الاستقلال في عام 1951.                                                                |

الأعياد الإسلامية:
| التاريخ             | الأسماء              | وصف                                                                                       |
| ------------------- | -------------------- | ----------------------------------------------------------------------------------------- |
| 1 محرم              | رأس السنة الهجرية    | الإسلامية السنة الجديدة (المعروف أيضاً باسم: رأس السنة الهجرية).                           |
| 12 ربيع الأول       | المولد النبوي الشريف | ذكرى مولد النبي محمد، الذي يحتفل به في معظم أنحاء العالم مسلم.                            |
| 1، 2، 3 شوال        | عيد الفطر            | ذكرى نهاية رمضان.                                                                         |
| 9 ذو الحجة          | يوم عرفة             |                                                                                           |
| 10، 11، 12 ذو الحجة | عيد الأضحى           | ذكرى استعداد إبراهيم للتضحية بابنه. المعروف أيضاً باسم عيد الكبير (الاحتفال من 10 إلى 12). |

## حقوق الإنسان
اعتمادا على التقرير السنوي لحقوق الإنسان من قبل وزارة الخارجية الأمريكية لسنة 2004، فإن الحكومة والنظام الليبي التابع لمعمر القذافي ظل لديه حتى سقوطه تاريخ ضعيف وسيئ في موضوع المحافظة على حقوق الإنسان. من ضمن المخالفات العديدة والجدية للحكومة الليبية هو الوضعية غير المقبولة للسجون، الاعتقال غير المبرر، والمساجين السياسيين الذين ما زالو في المعتقل من غير تهمة ولا محكمة.
وظلت جميع مؤسسات حقوق الإنسان الأهلية والدولية ممنوعة من العمل في ليبيا حتى العام 1997، وظهور مؤسسة عرفت باسم «مؤسسة القذافي العالمية للجمعيات الخيرية» لاحقا «مؤسسة القذافي للتنمية» التي كان يرأسها نجل العقيد معمر القذافي سيف الإسلام القذافي.
- الوثيقة الخضراء الكبرى لحقوق الإنسان العام 1988 صدرت في مدينة البيضاء.

## الأدب
استفاد الأدب في ليبيا  من التنوع الثقافي الناجم عن التقاء الثقافات  والعربية والأفريقية والصحراوية والمتوسطية. ومن بين الأسماء البارزة الكاتب إبراهيم الكوني، الذي ترجمت أعماله لأكثر من 40 لغة وفاز بجائزة محمد زفزف للرواية العربية عام 2005 وجائزة الشيخ زايد للكتاب عام 2008، وهناك أيضا محمد المسلاتي وأحمد يوسف عقيلة والصديق بودوارة وعمر أبوالقاسم الككلي وخليفة التليسي  وجابر نور سلطان وخالد درويش، تيسير بن موسى. كما تميزت بعض أسماء نسائية  مثل خلود لفلاح وآمال فرج العيادي وفاطمة سالم الحاجي  وفاء البوعيسي ونجوى بن شتوان التي كانت أول كاتبة ليبية تصل إلى القائمة القصيرة لجائزة الرواية العربية  عن روايتها "زراييب العبيد" (2016) في العام 2017.

## الثقافة
هناك عدد قليل من المسارح أو المعارض الفنية بسبب عدم تطوير البنية التحتية في عهد النظام السابق. لسنوات عديدة لم تكن هناك أي دعم للمسارح العامة، وفقط عدد قليل جدا من دور السينما التي كانت تعرض الأفلام الأجنبية. الثقافة الشعبية من بعض الفنون وأشكال الموسيقى لا تزال على قيد الحياة وبصحة جيدة، ويظهر ذلك في الأداء الموسيقي والرقص في المهرجانات المتكررة، سواء في ليبيا أو في الخارج.
وتخصص عدد من محطات التلفزيون الليبي برامجها لمناقشة الموضوعات السياسية، والمواضيع الإسلامية وموضوعات ثقافية أخرى. وبعد عام 2011 ظهرت العديد من القنوات الفضائية الليبية الخاصة فيما تراجع دور القنوات المملوكة للدولة نتيجة لأزمة الحكم داخل البلاد.
معظم البث التلفزيوني للقنوات الليبية يتم باللغة العربية، وابان فترة النظام السابق كانت اللغة العربية هي المعتمدة بالرغم من بث نشرات إخبارية وبعض البرامج الموجهة باللغتين الإنجليزية والفرنسية.
في عام 1996 اعتبرت لجنة حماية الصحفيين ووسائل الإعلام أن ليبيا هي الأكثر تشددًا في الرقابة في العالم العربي ابان فترة حكم القذافي في البلاد. ومع ذلك اعتبارا من عام 2012م العديد من محطات التلفزيون قد بدأت البث على الهواء بسبب انهيار رقابة النظام القديم والشروع في «الإعلام الحر».

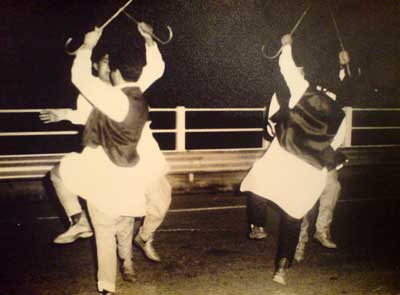
الرقص التقليدي في البيضاء في عام 1976.

كثير من الليبيين يترددون على الشواطئ في البلاد إضافة لزيارة المواقع الأثرية، بينها لبدة الكبرى والتي تعد واحدة من أفضل المواقع الأثرية الرومانية المحافظ عليها في العالم. الشكل الأكثر شيوعا من وسائل النقل العام بين المدن هي الحافلات، على الرغم من أن الكثيرين يفضلون التنقل بواسطة السيارات. لا توجد خدمات السكك الحديدية في ليبيا، ولكن يخطط لبنائها في المستقبل القريب. عاصمة البلاد، طرابلس تضم العديد من المتاحف ومراكز الأرشيف، وتشمل مكتبة الحكومة، والمتحف الإثنوغرافي، ومتحف الآثار والمحفوظات الوطنية، المتحف الإسلامي. فيما متحف القلعة الحمراء ويقع في العاصمة بالقرب من كورنيش وسط المدينة، والتي يشرف عليها اليونسكو هو الأكثر شهرة في البلاد.

### المطبخ
المطبخ الليبي هو نتيجة تمازج خاص بين مختلف الاكلات الأمازيغية والعربية التقليدية والمتوسطية. الأطعمة المصنوعة من دقيق الشعير هو الغذاء الرئيسي من الجانب الغربي والجنوبي من ليبيا في حين أن الأرز هو الغذاء الرئيسي عموما من الشرق.
تشمل الأطعمة الليبية تواجدًا أساسيًا (الطماطم) وخاصة ضمن المعكرونة على غرار طبق سوغو all'arrabbiata الإيطالي؛ كذلك الأرز، وعادة مع لحم الضأن أو الدجاج (مقليًا أو مشويًا أو مطبوخًا في صلصة)؛ الكسكسي وهو وجبة تقليدية تطبخ بصلصة الطماطم واللحم (وأحيانا تحتوي أيضا على خضر كالكوسة وبقوليات كالحمص) ويتم تقديم عادة إلى جانب شرائح الخيار والخس والزيتون.وكذالك اكلة الكسكسي المشهورة في ليبيا وتعد احدي الاكلات الشعبية ويوجد أنواع من طريقة تحضير الكسكسي الليبي كسكسي بالحوت وكسكسي بالخضروات ولحم الخروف وكسكسي بالبصلة والحمص. ولحم الإبل
وكذلك يوجد ما يسمى العصبان وهو عبارة عن خلطة مكونة من الأرز والطمام الأحمر والكسبر والشبت والبقدونس والبصل مضاف اليه قليل من الملح وزيت الزيتون وقليلًا من البهارات، يتم خلط هذا ويتم حشوها داخل أمعاء ومعدة الخروف بعد تنظيفها وغسلها، ويعتبر من أشهر المأكولات الليبية بعد المعكرونة (المبكبكة.
البازين، طبق تقليدي مصنوع من دقيق الشعير ويقدم مع صلصة الطماطم الحمراء، وتؤكل عادة باليد مقدمة في طبق يتشاركه عدة أشخاص. يتم تقديم هذا الطبق عادة في حفلات الزفاف التقليدية أو الاحتفالات، كذلك العصيدة وهي طبق حلو مشابه للبازين لكنه من دقيق القمح ويقدم بنفس الطريقة مضافًا إليه الزبدة ورب التمر أو عسل النحل وزيت الزيتون. كذلك تعد البسيسة والزميتة من الوجبات التقليدية والشَربة وهو حساء من معجون الطماطم، ويقدم عادة مع حبيبات صغيرة من المعكرونة.
تناول وجبات خفيفة خلال النهار أمر شائع جدا بين الليبيين بينها يعرف باسم «خبزة بالتن» والذي يضم الخبز مع أسماك التونة الليبية، وزيت الزيتون عادة. العديد من بائعي الوجبات الخفيفة يقوم إعداد هذه السندويشات ويمكن العثور عليها في جميع أنحاء ليبيا إضافة لأنواع أخرى من الشطائر المحلية مثل المرقاز والحرايمي. كذلك يتم نقديم الشاي مرارًا عادة يقدم رفقة الفول السوداني أو اللوز المحمص. تقدم المطاعم الليبية المأكولات العالمية، أو قد تخدم أجرة أبسط مثل لحم الضأن والدجاج وحساء الخضار والبطاطا والمعكرونة. ونظرا للنقص الحاد في البنية التحتية فالعديد من المناطق المعزولة والبلدات الصغيرة لاتوجد بها مطاعم وبدلًا من ذلك فإن محلات البقالة هي المصدر الوحيد للحصول على المنتجات الغذائية. استهلاك الكحول غير قانوني في البلد بأكمله.
هناك أربعة مكونات رئيسية من المواد الغذائية التقليدية الليبية: الزيتون (وزيت الزيتون)، تمر النخيل والحبوب والحليب. هي الحبوب المحمصة، الأرض، منخول وتستخدم لصنع الخبز، والكعك، والشوربات، والبازين. ويتم حصاد التمور وتجفيفها ويمكن أن تؤكل كما هي، وتقدم إلى شراب أو المقلية قليلًا وتؤكل مع البسيسة والحليب. بعد تناول الطعام، غالبا ما يشرب الليبيون الشاي الأسود. عادة ما يتم تكرار هذا مرة ثانية (للزجاج الثانية من الشاي)، وفي الجولة الثالثة يتم تقديم الشاي مع الفول السوداني المحمص أو اللوز المحمص والمعروفة باسم ' شاهي مليار قملة ' (مختلطة مع الشاي في نفس الزجاج).

## وصلات خارجية
- ليبيا وطننا
- موسوعة جامعة كولومبيا
- المكتب العربي الألماني
- إنكارتا نسخة محفوظة 3 ديسمبر 2007 على موقع واي باك مشين.
- مركز جهاد الليبيين للدراسات التاريخية
- جامعة ميسوري